# Biserica evanghelică din Criș

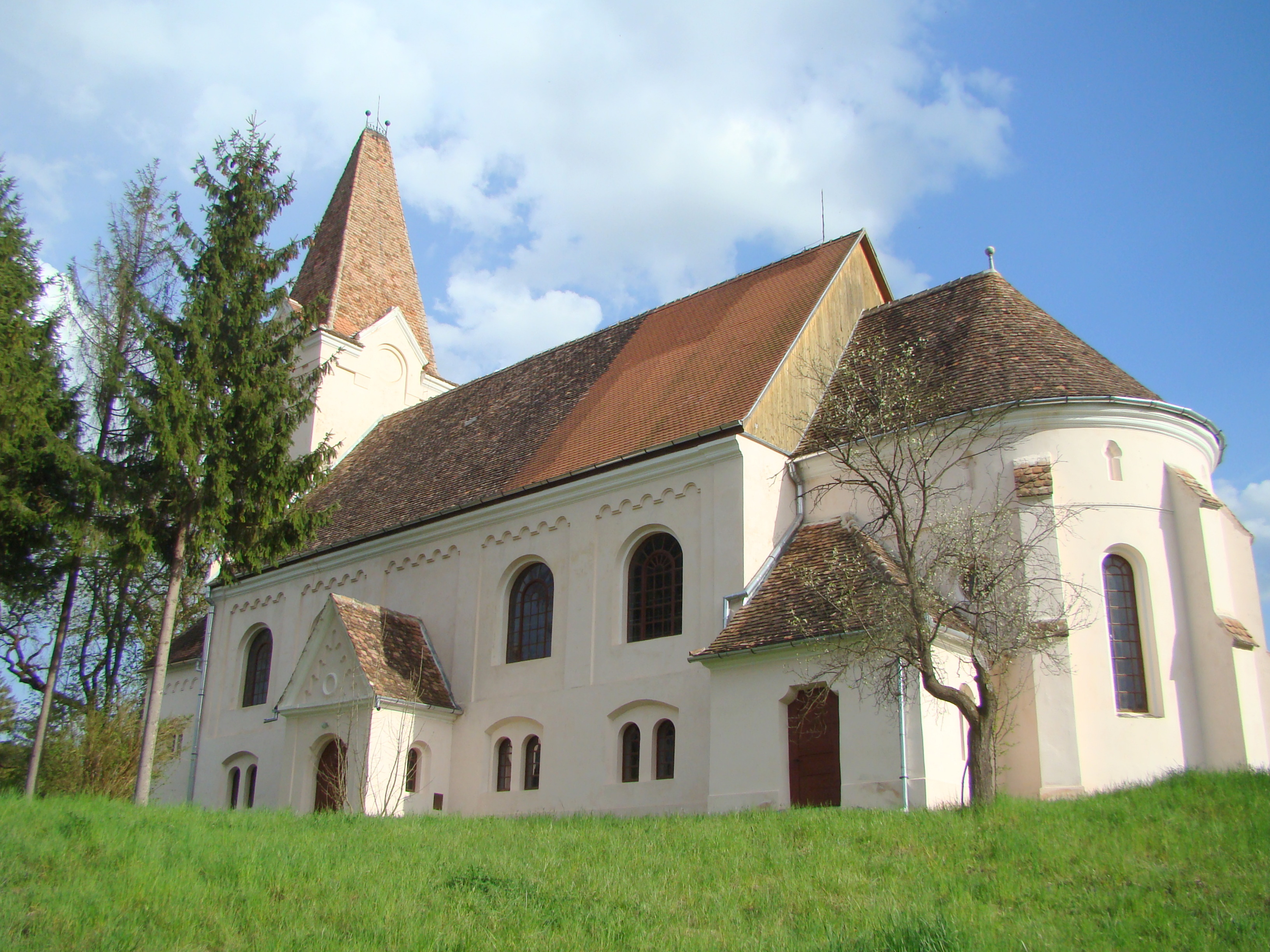
Biserica evanghelică din satul Criș, comuna Daneș, județul Mureș, foto: aprilie 2019.

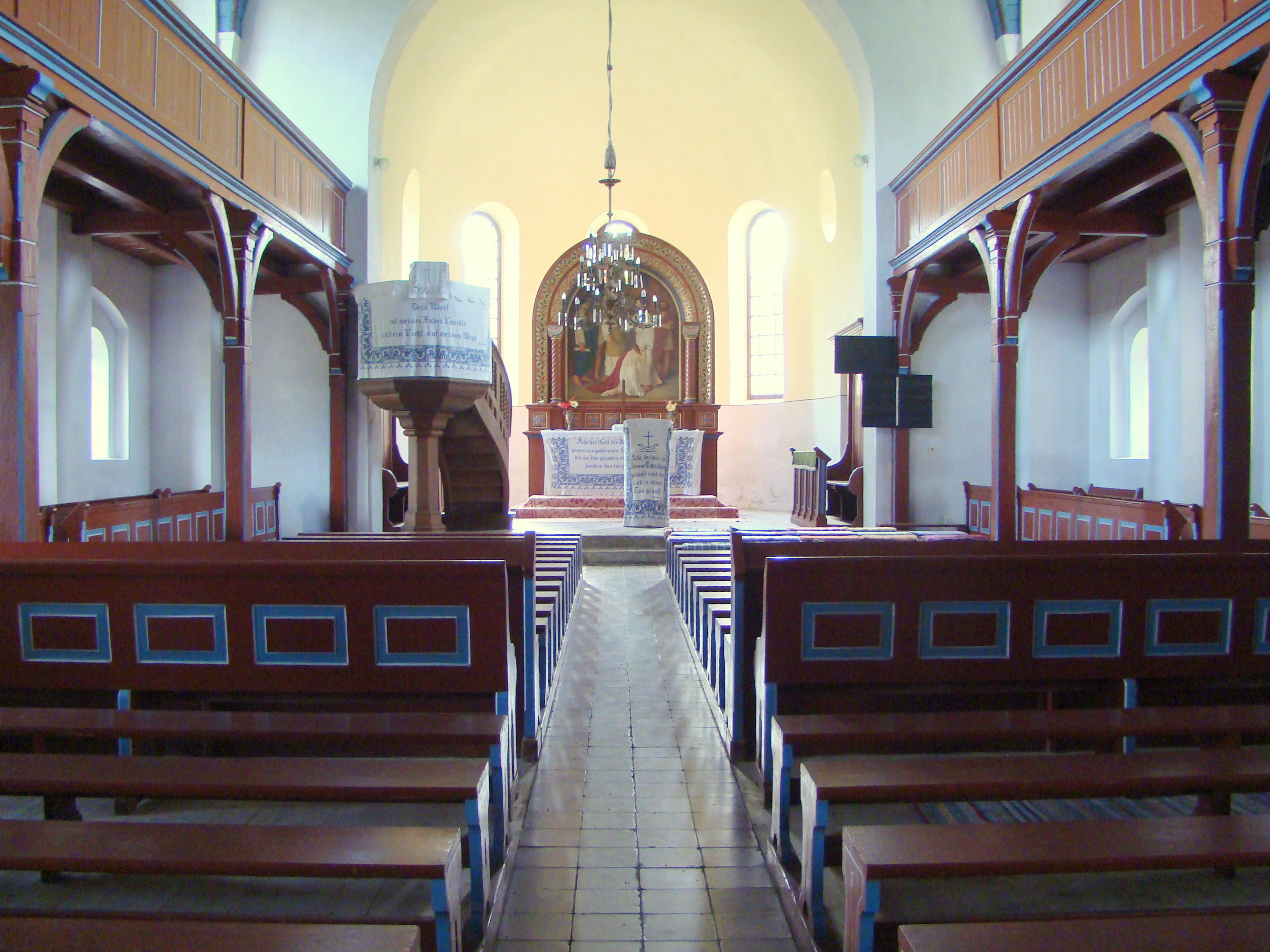
Nava spre altar

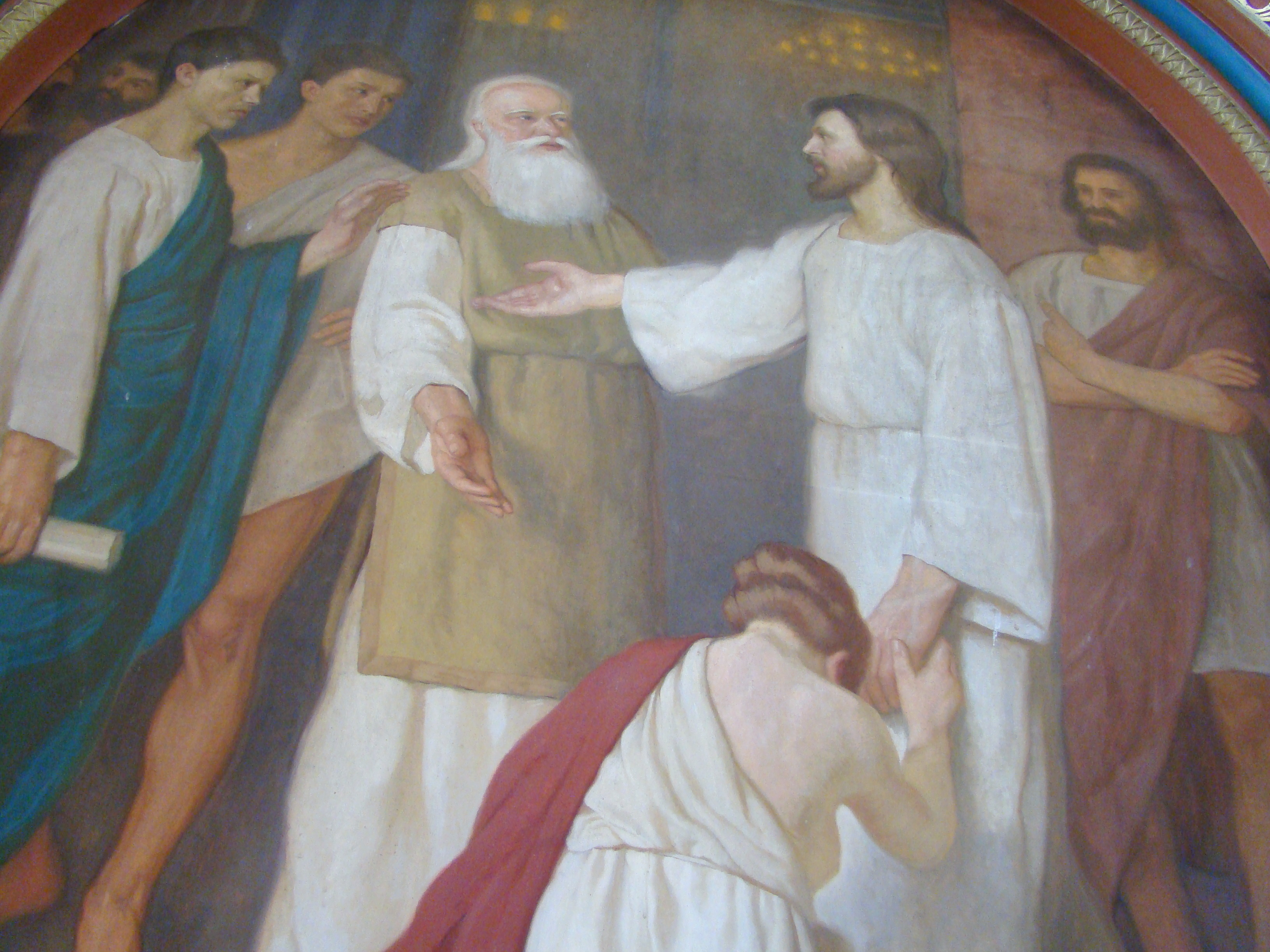
Tabloul altarului

Biserica evanghelică din satul Criș, comuna Daneș, județul Mureș, a fost construită între anii 1906-1907. A fost precedată de o biserică medievală, demolată la sfârșitul secolului XIX.

## Localitatea
Criș, mai demult Crișd (în dialectul săsesc Kraeš, în germană Kreisch, în maghiară Keresd) este un sat în comuna Daneș din județul Mureș, Transilvania, România. Localitatea Criș este atestată din 1305, iar istoria ei se leagă de familia Bethlen, care devine stăpâna moșiei pe care se află localitatea încă din 1367.

## Biserica
Prima datare a bisericii din Criș provine din 1309. În 1433 primește de la papa drept de pelerinaj. Locuitorii medievali, sub influența curentului protestant, devin luterani. Această biserică veche luterană a fost demolată la sfârșitul secolului XIX, iar în perioada 1906-1907 în locul ei a fost ridicată actuala biserică. Clopotul mijlociu, moștenit de la biserica anterioară, a fost turnat în 1554. Orga, amplasată în balconul de vest, a fost construită în 1854 de Samuel Friedrich Binder și reparată în 1892 de Eugen Palf, iar în 1907 de Karl Einschenk

## Vezi și
- Criș, Mureș

## Imagini din exterior

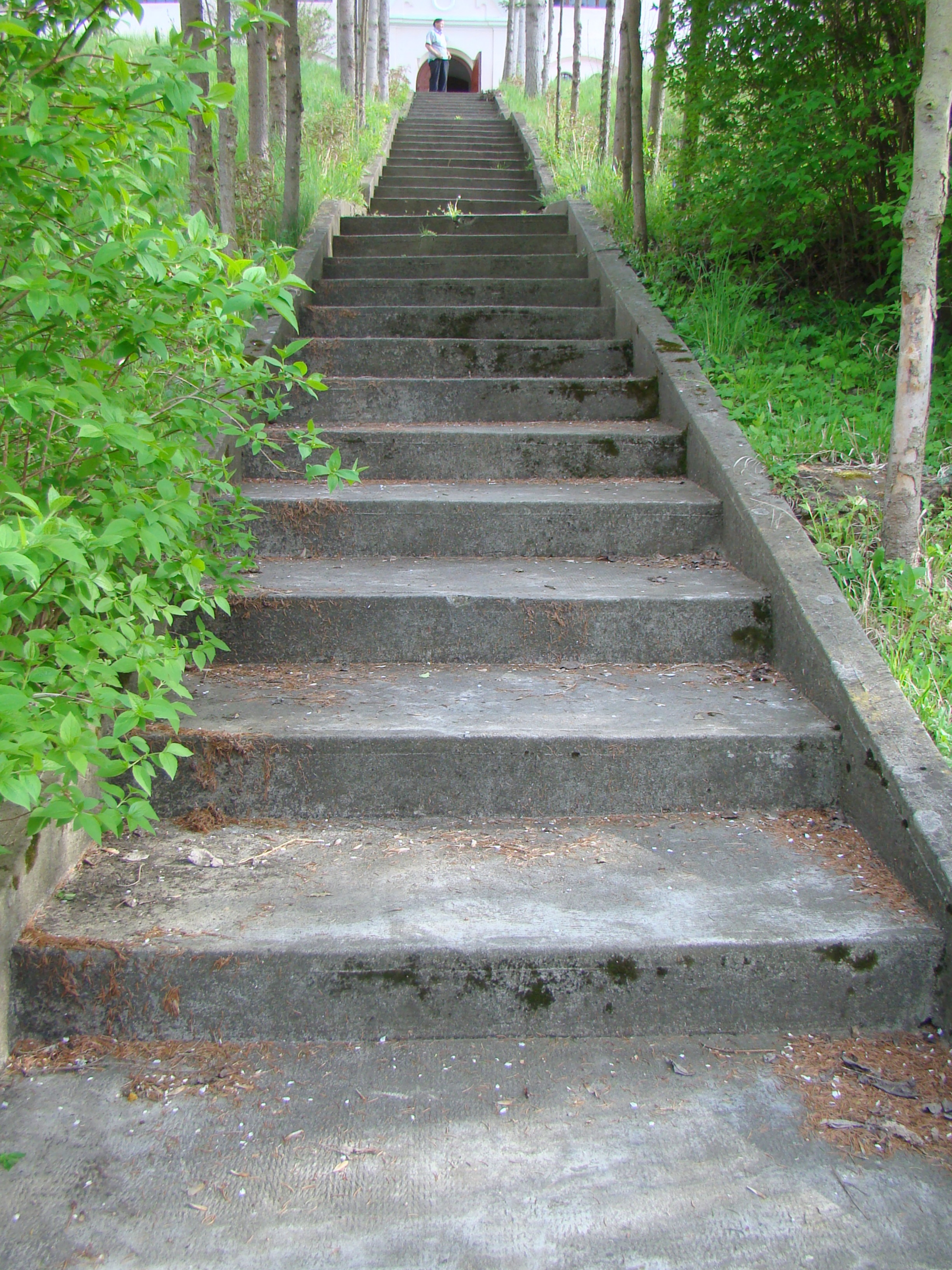
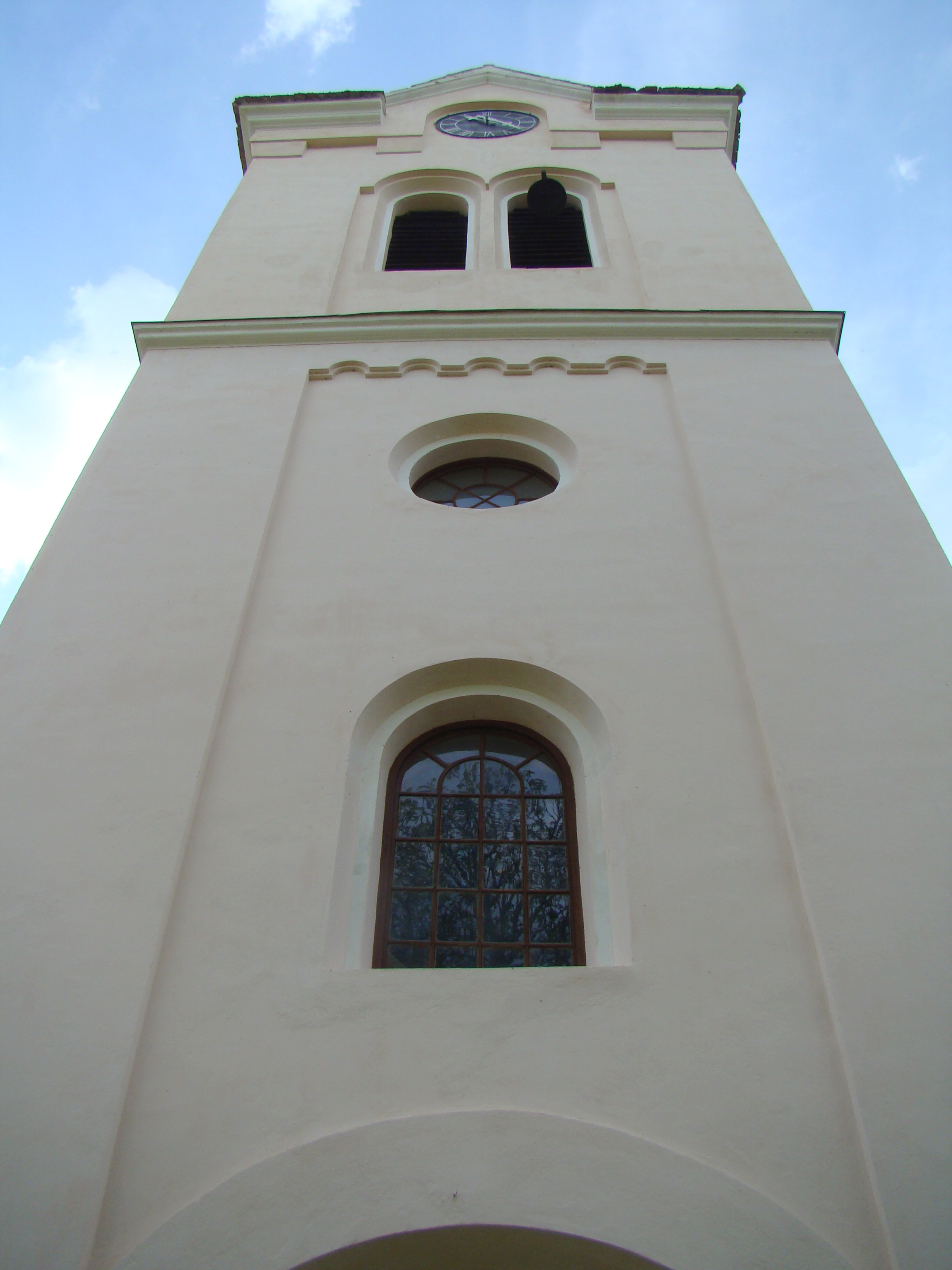
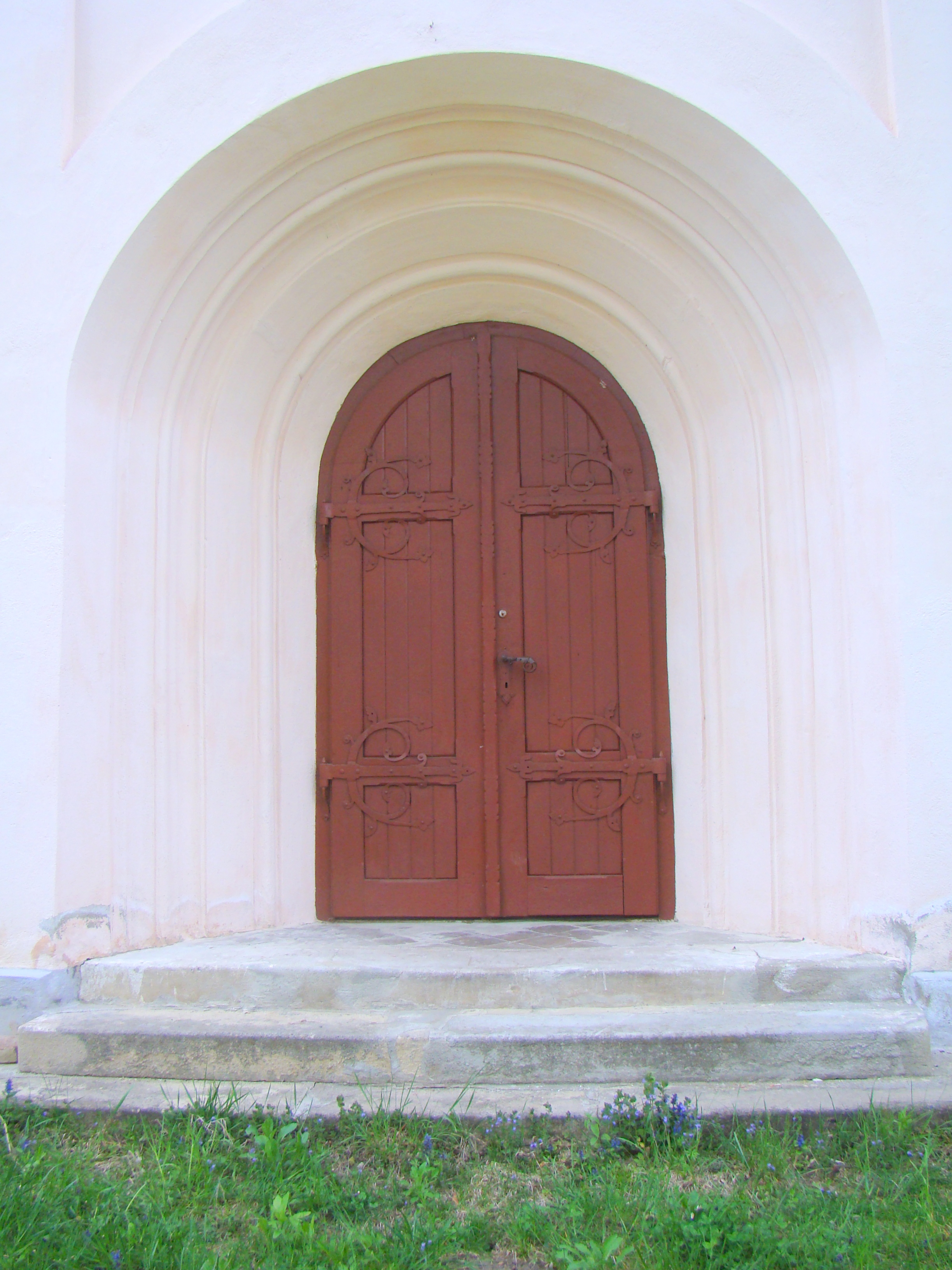
Portalul laturii de vest
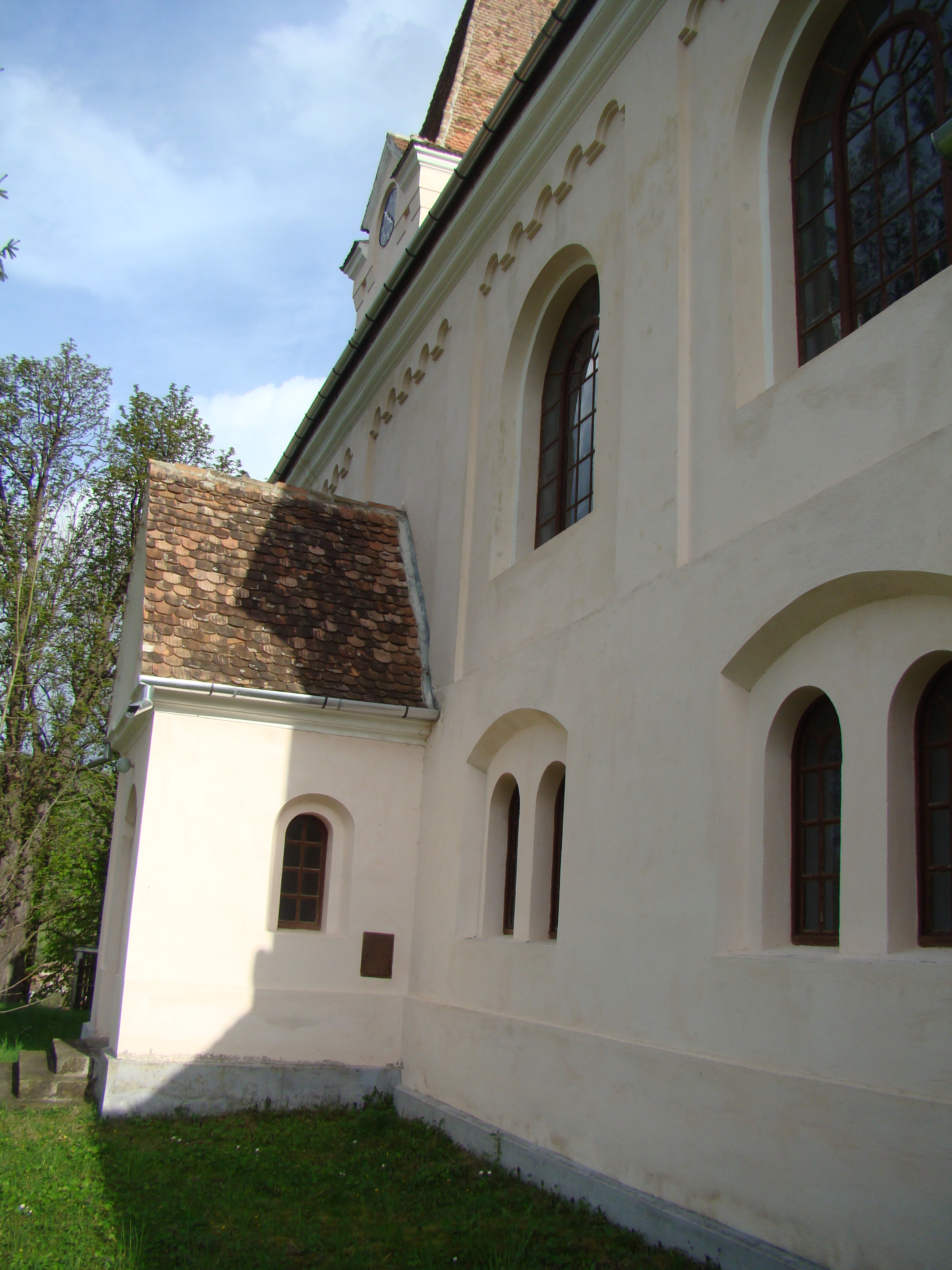
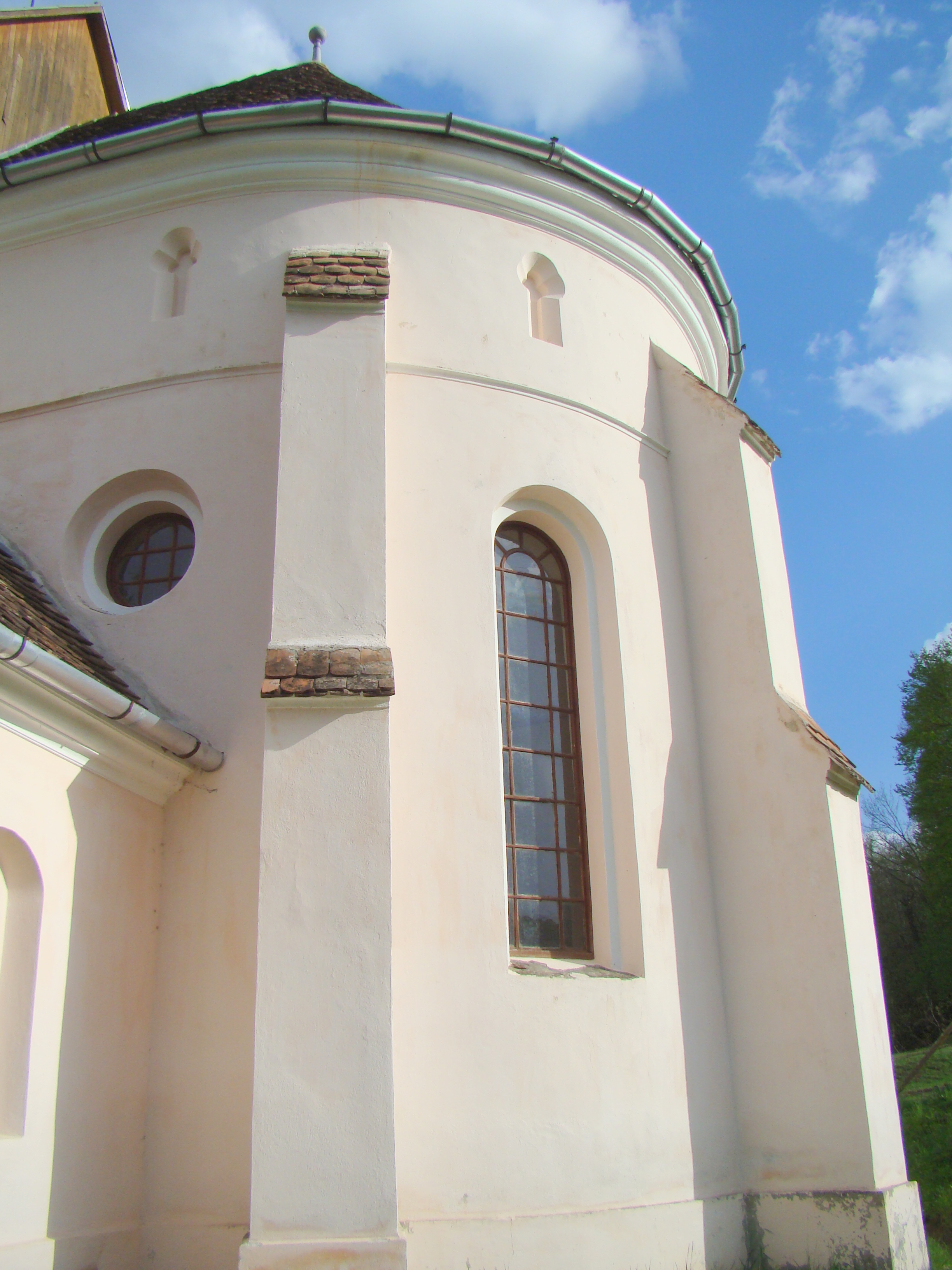
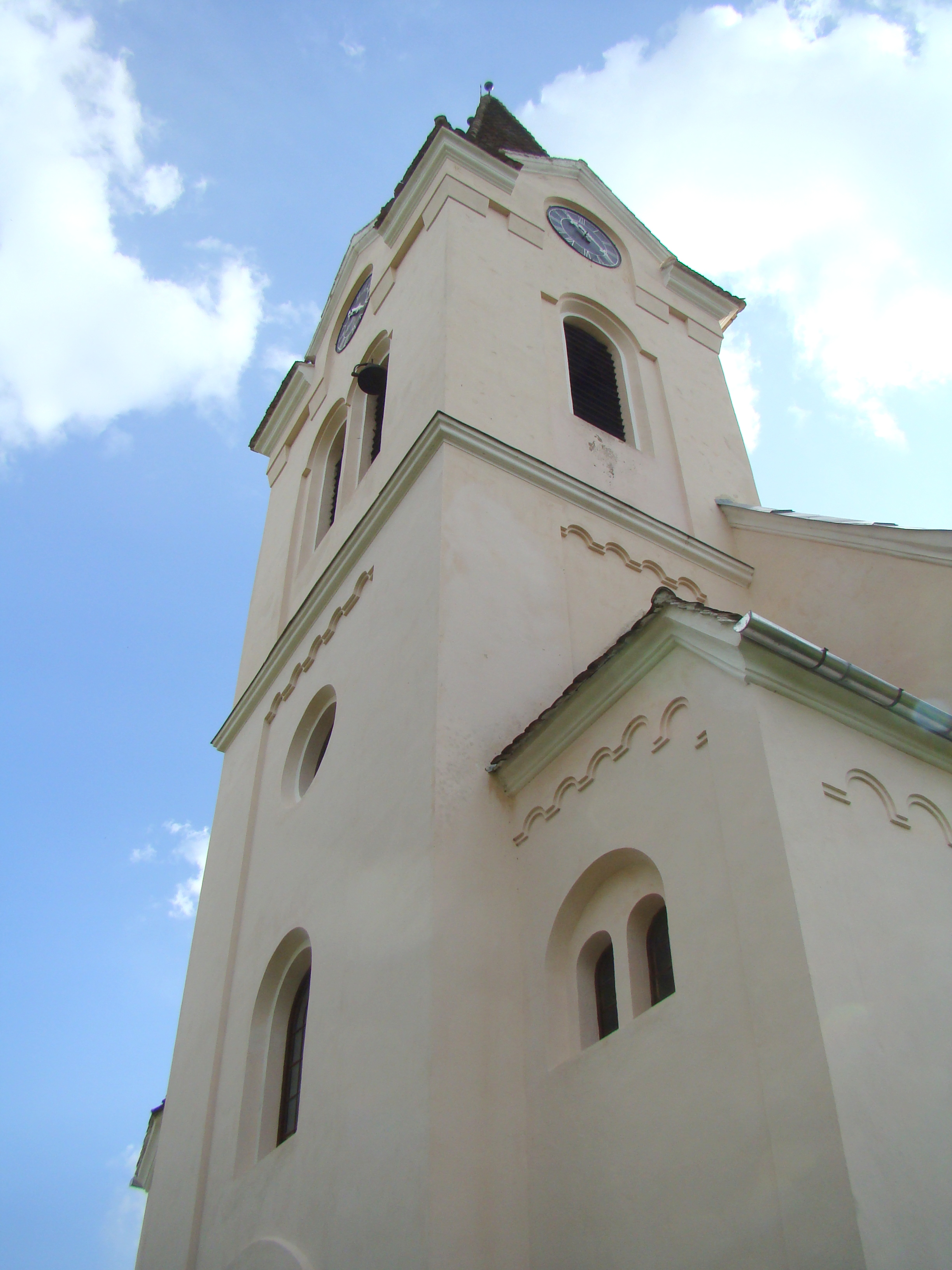
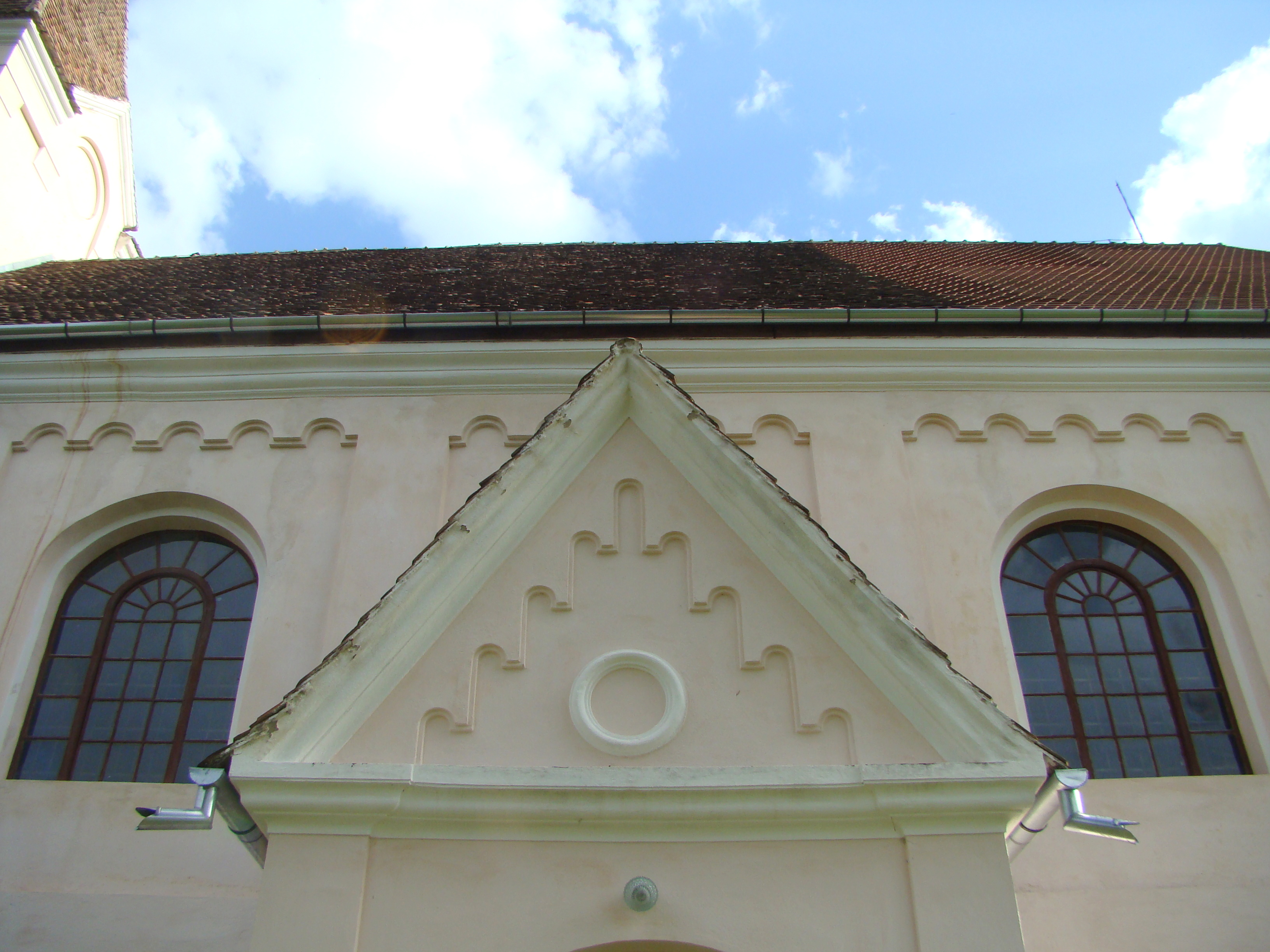
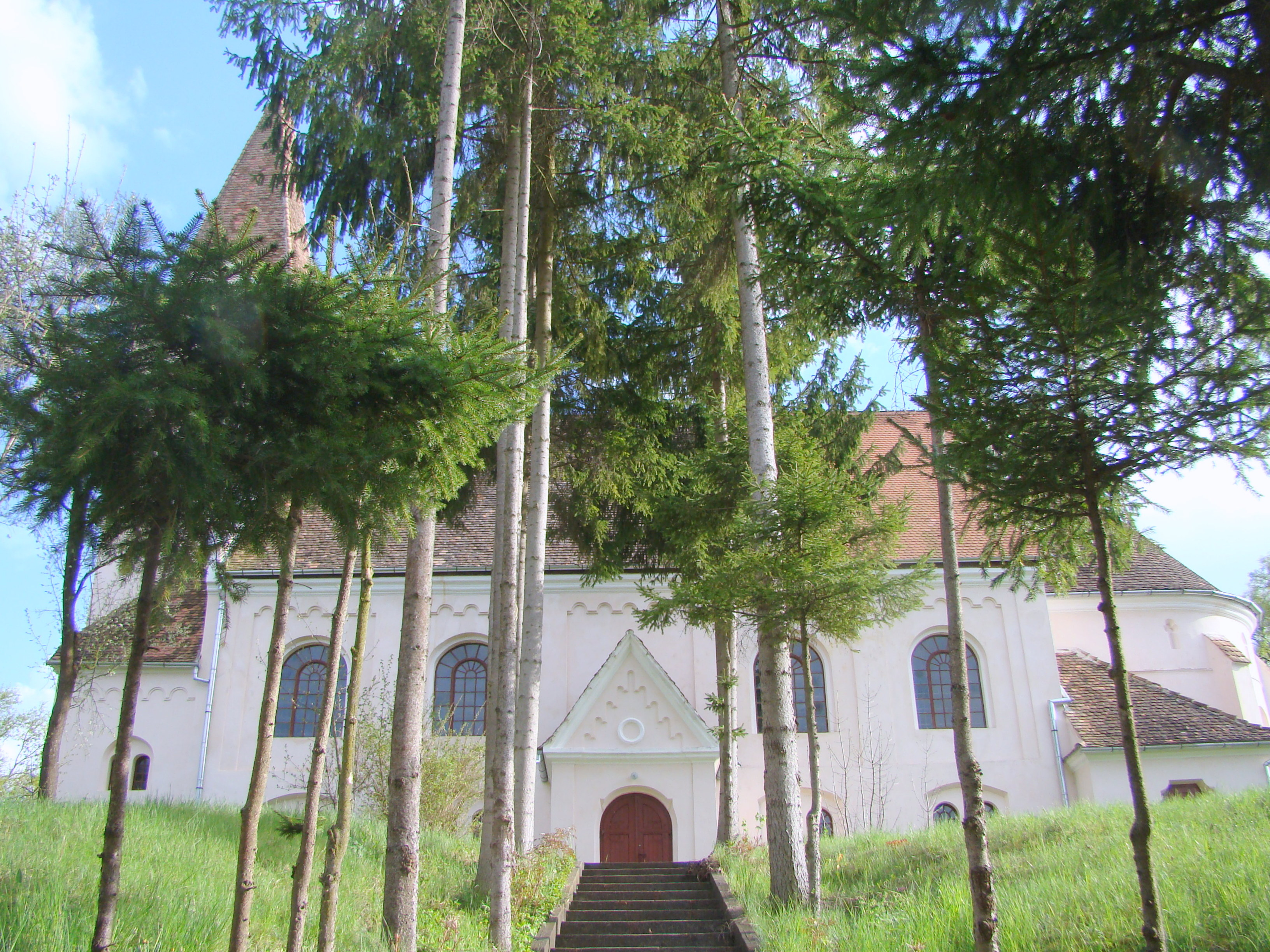
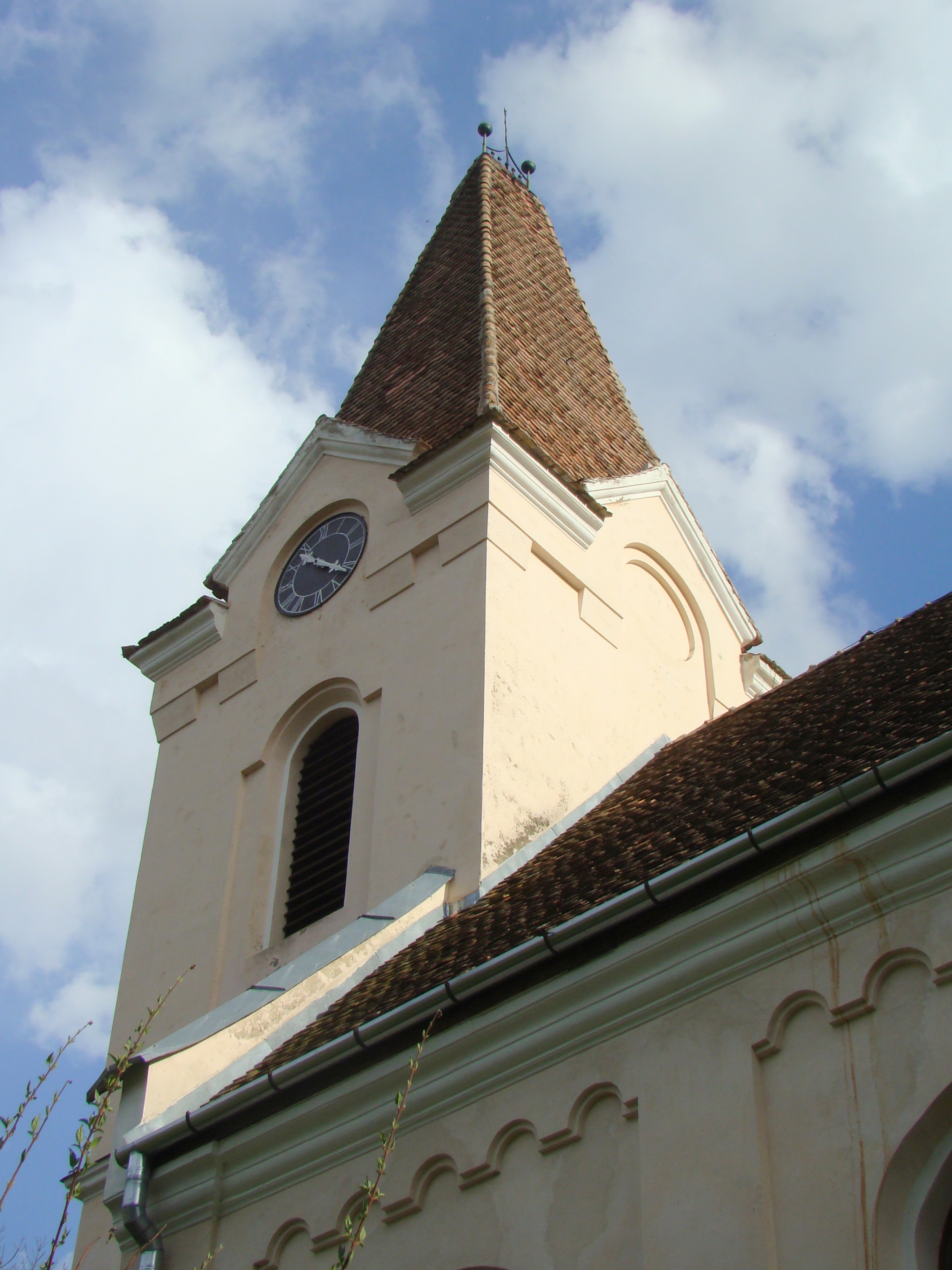
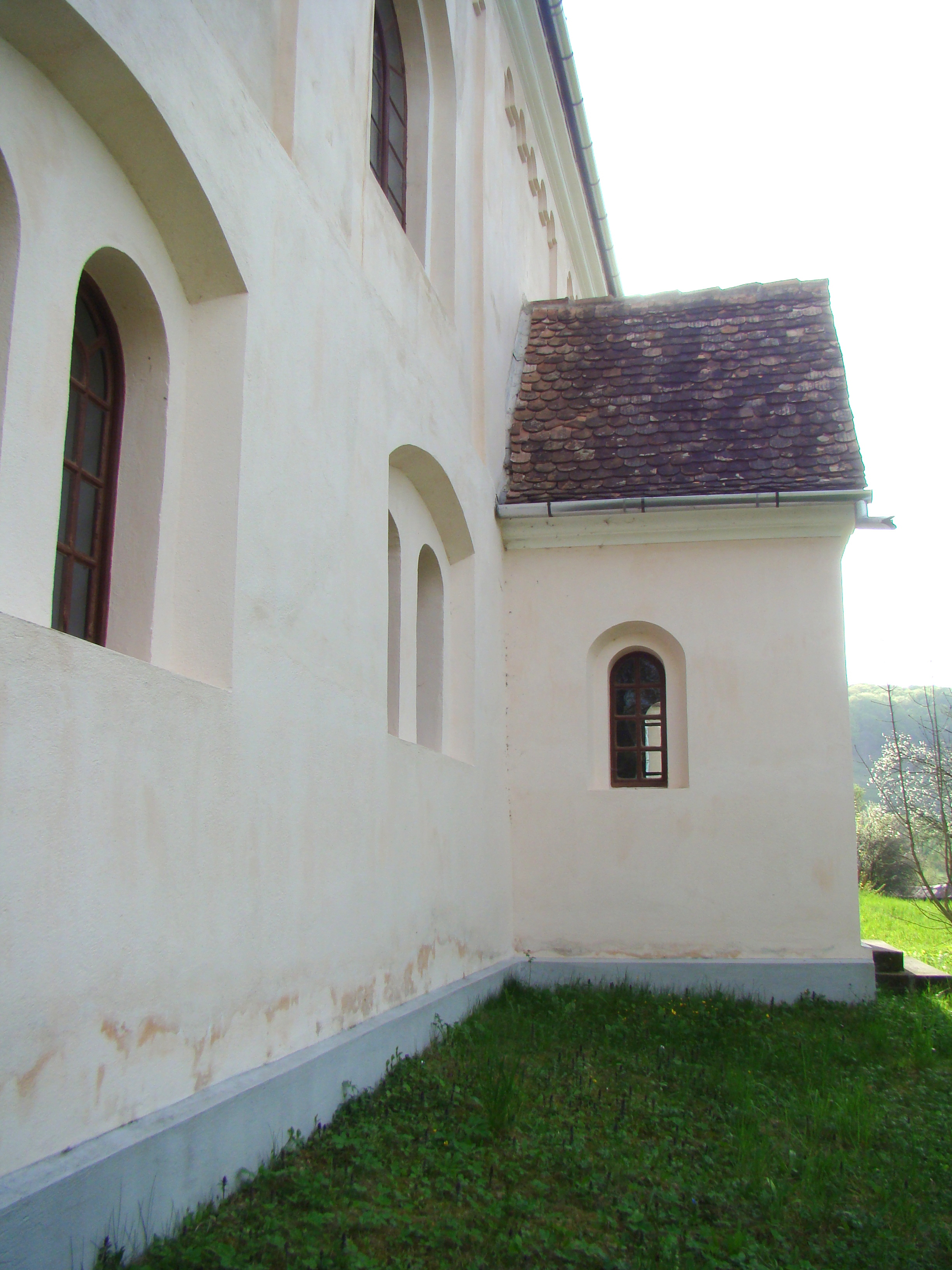
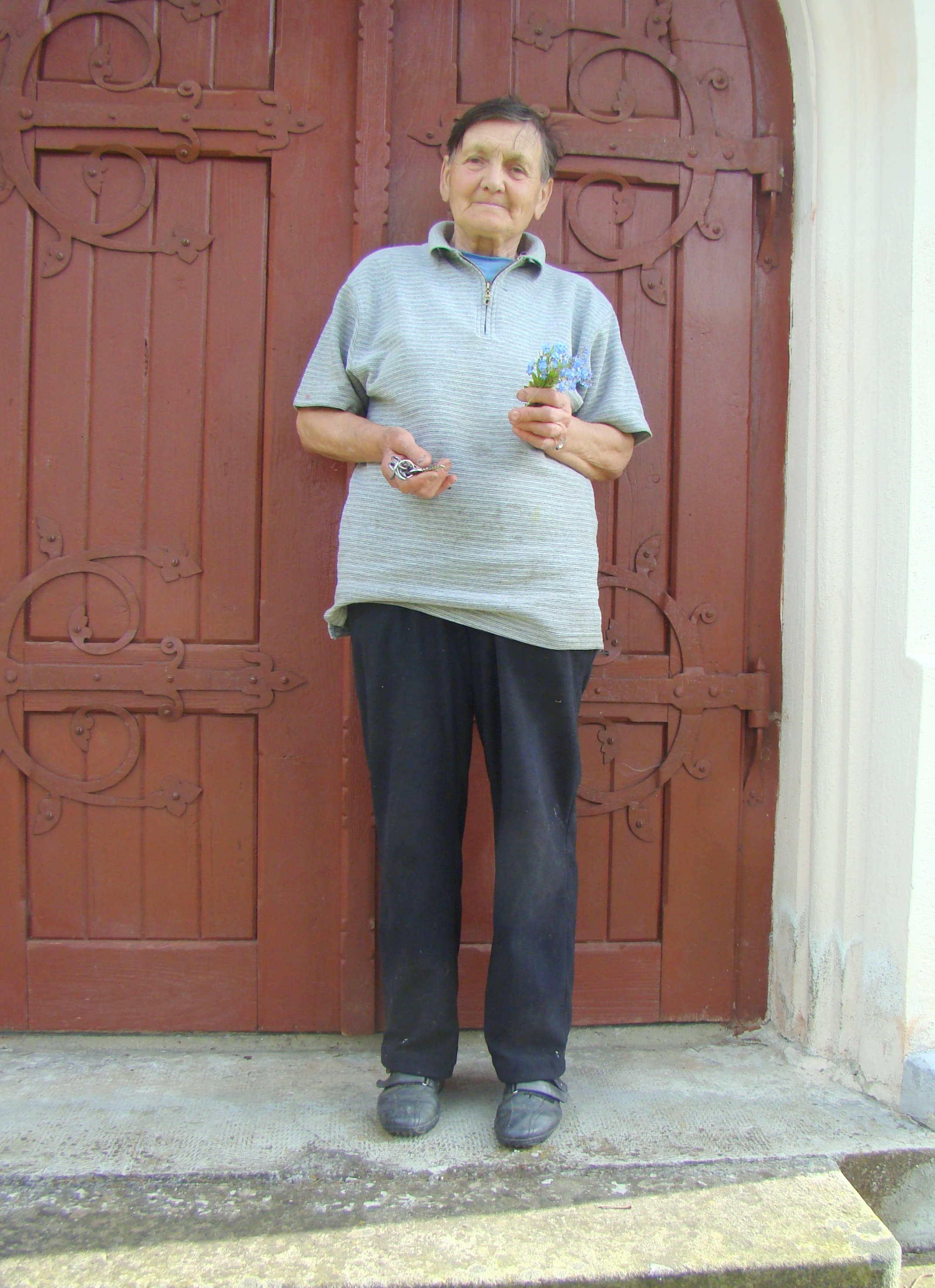
Curatorul bisericii evanghelice din Criș: Hilda Weber
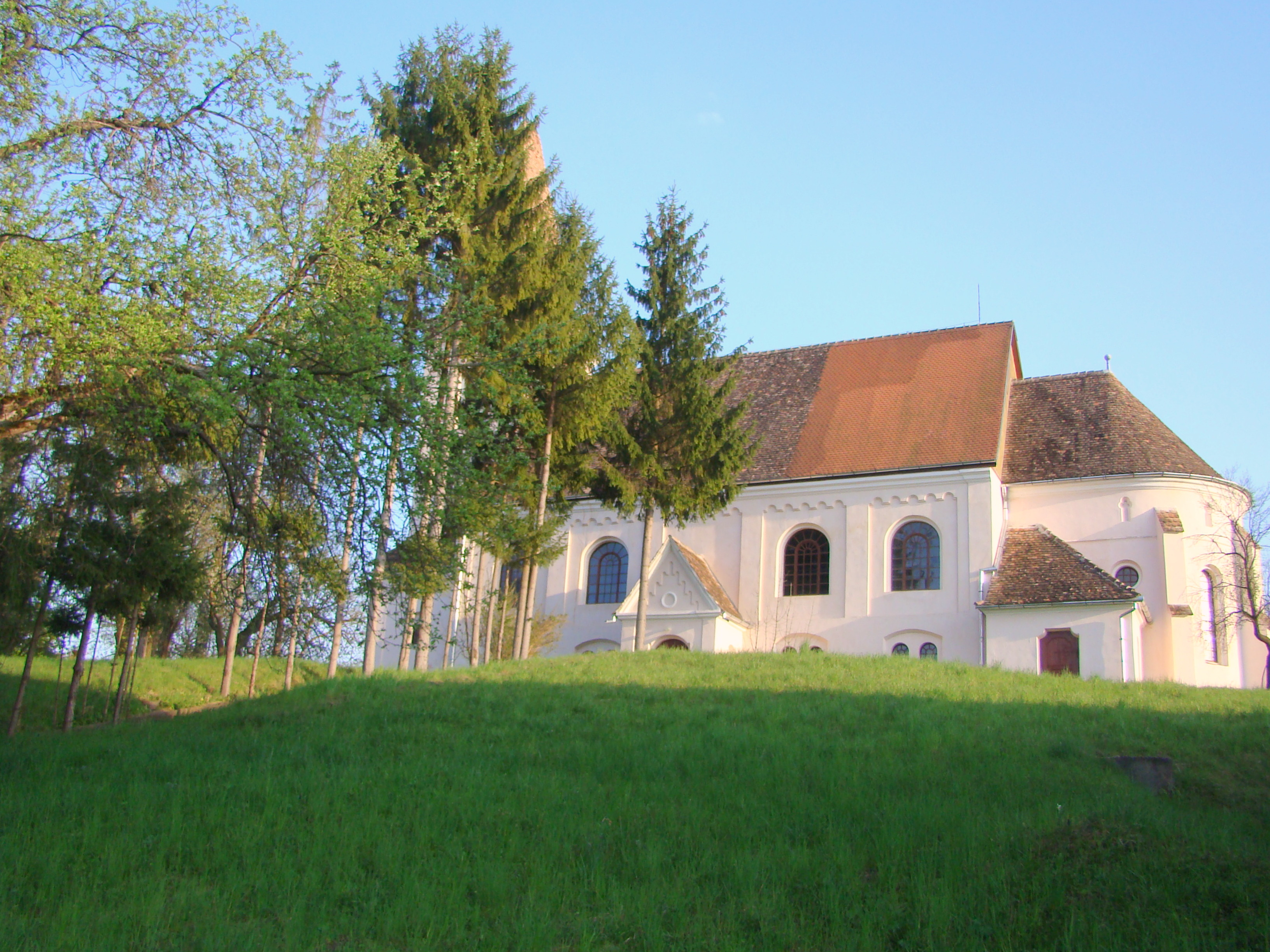
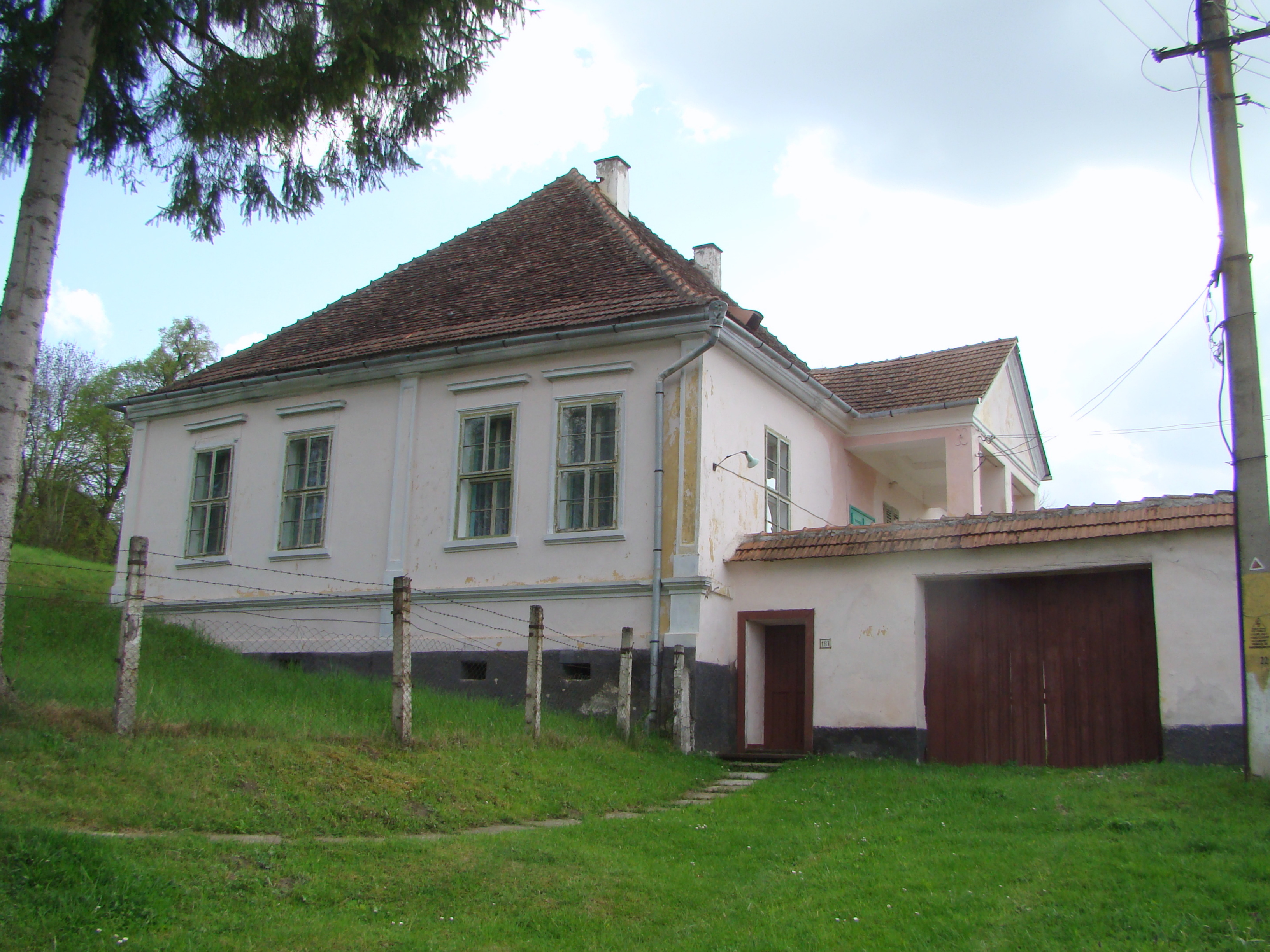

## Imagini din interior

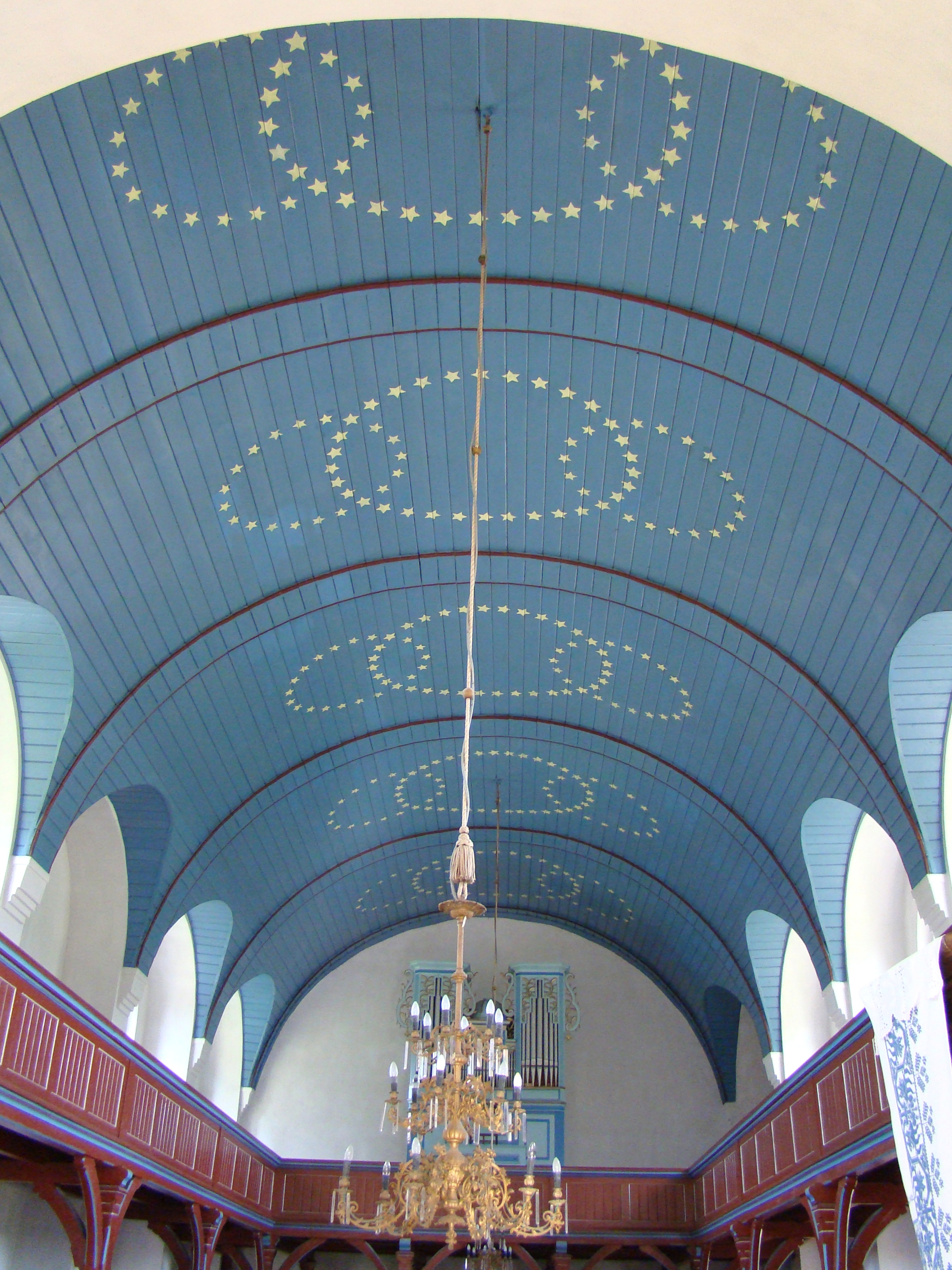
Bolta semicilindrică a navei
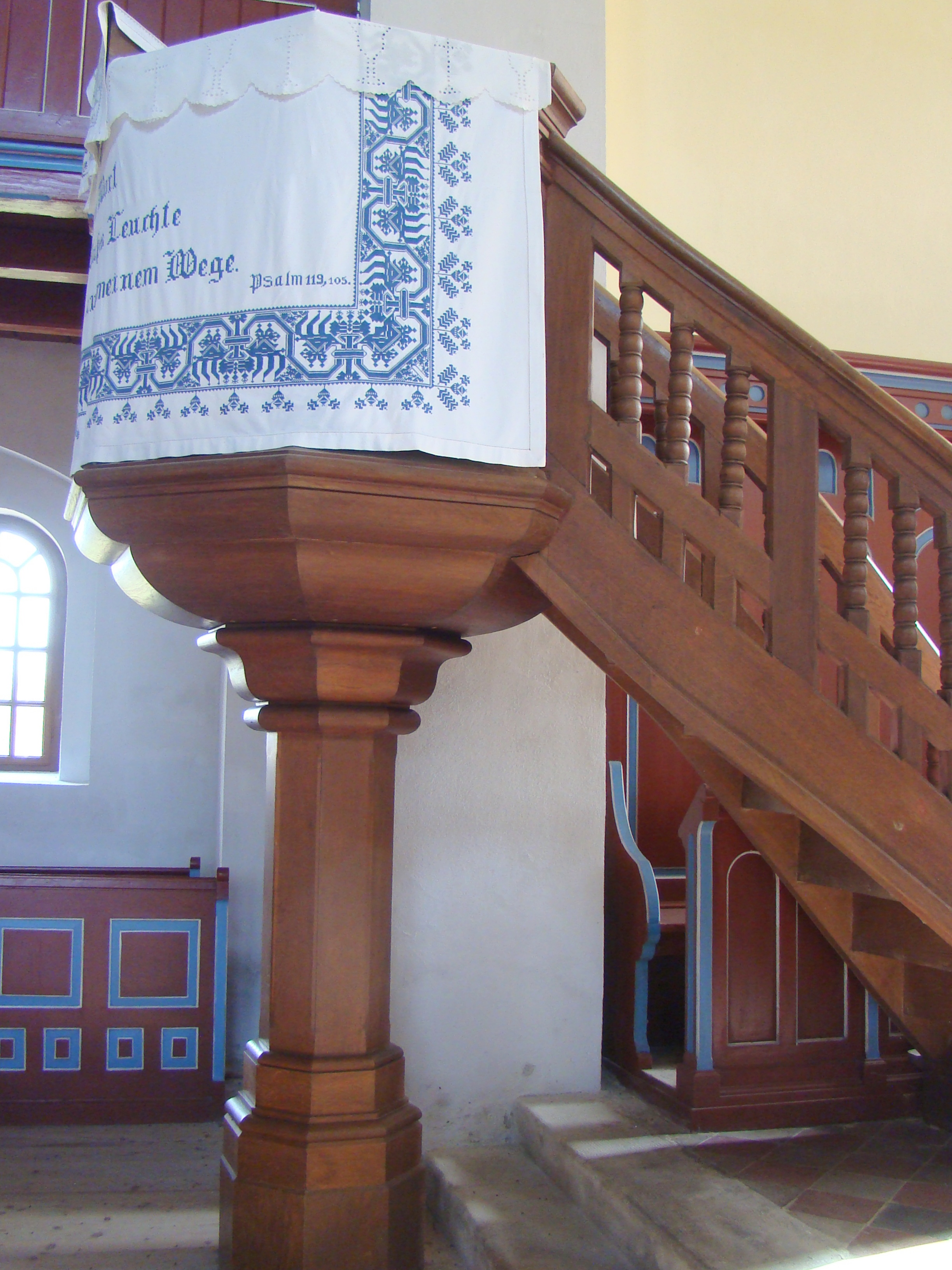
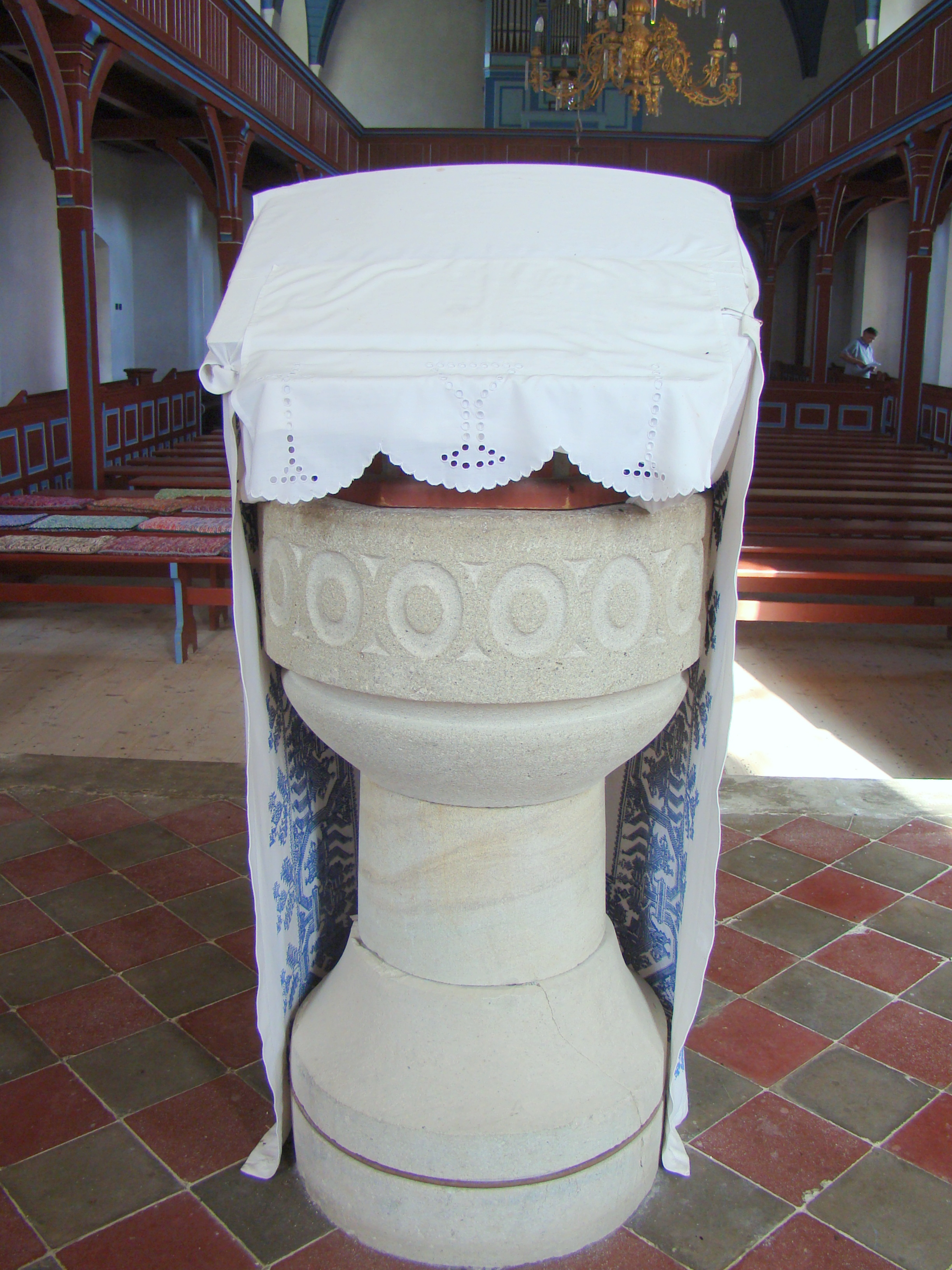
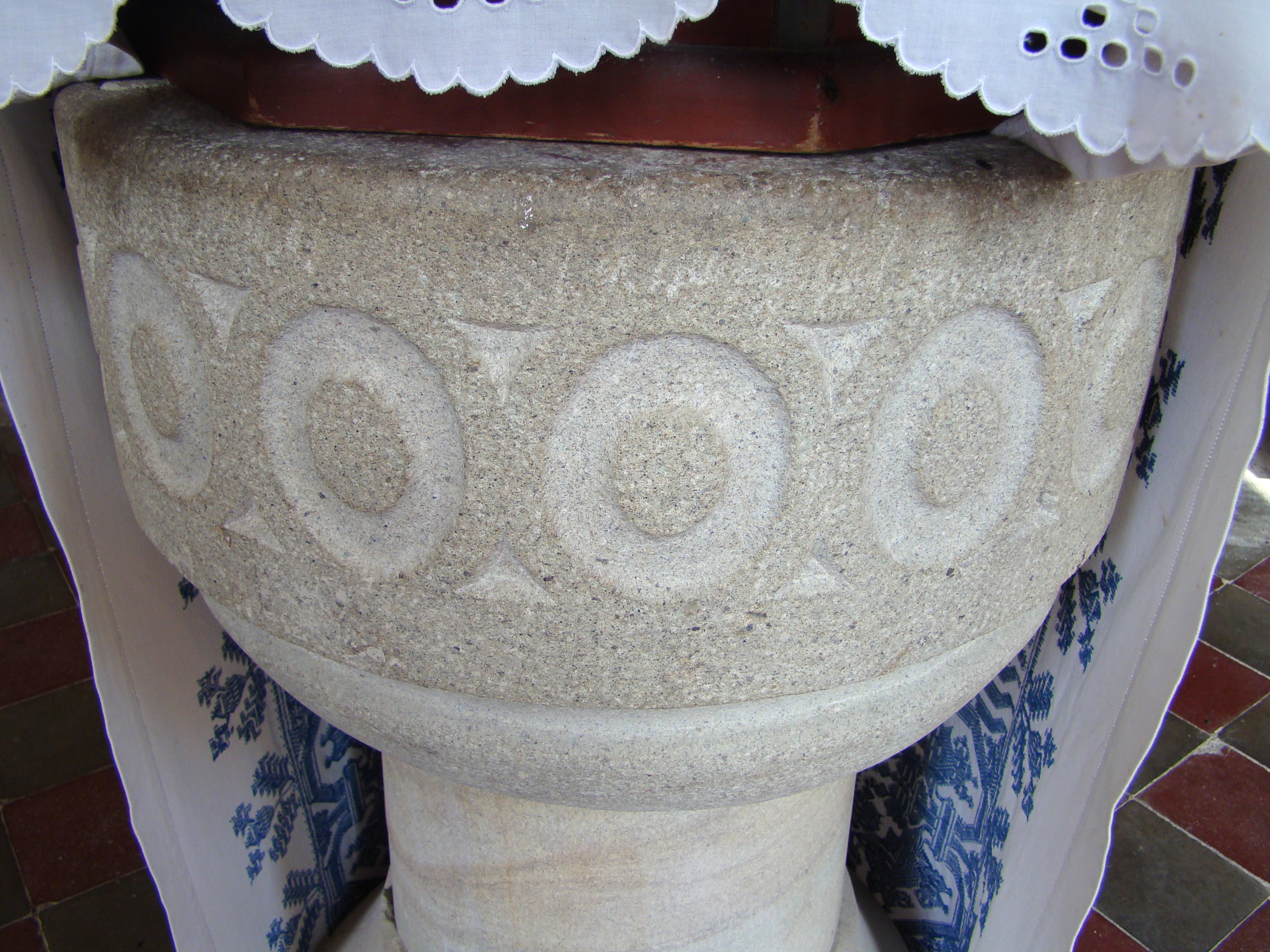
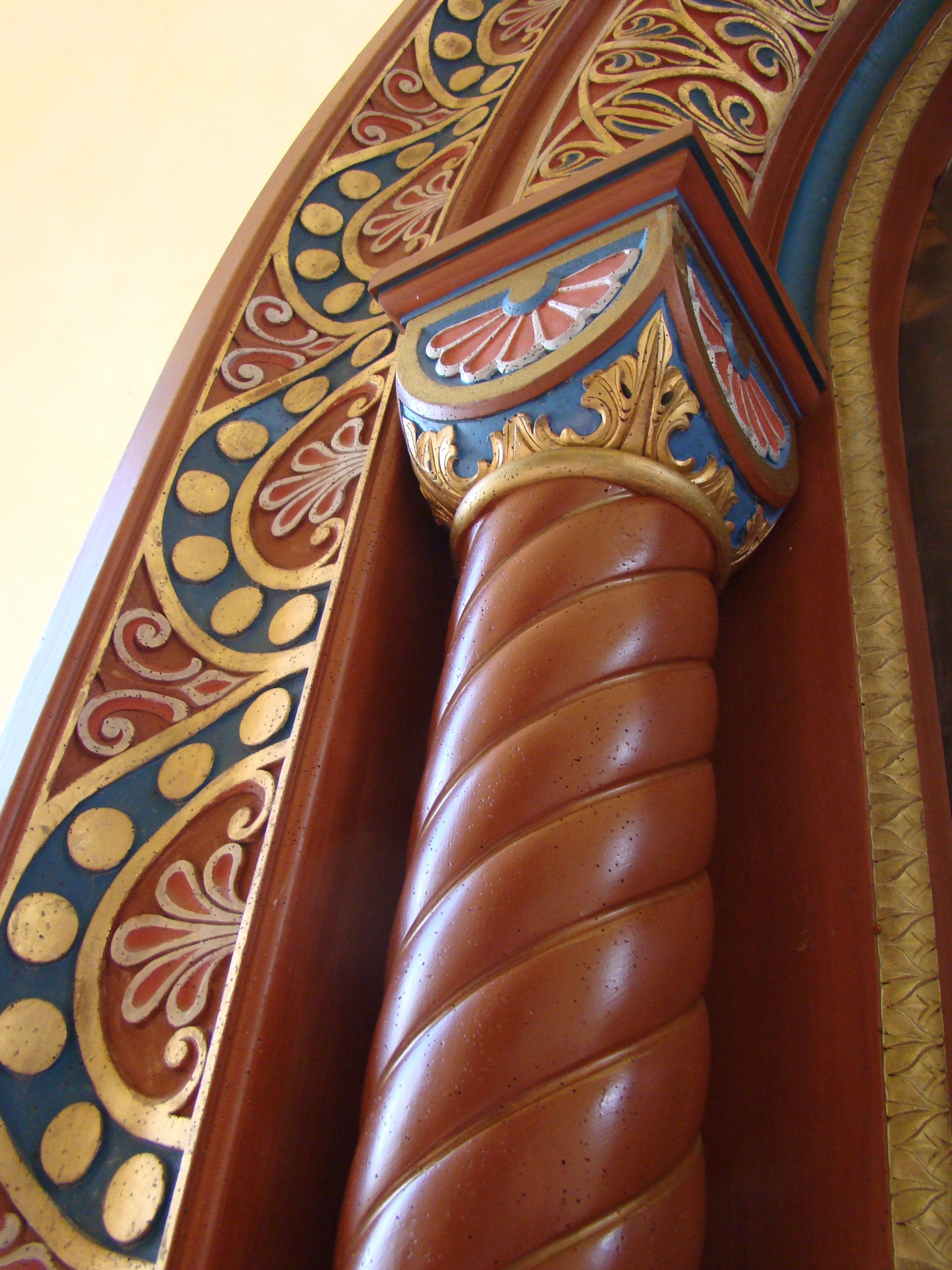
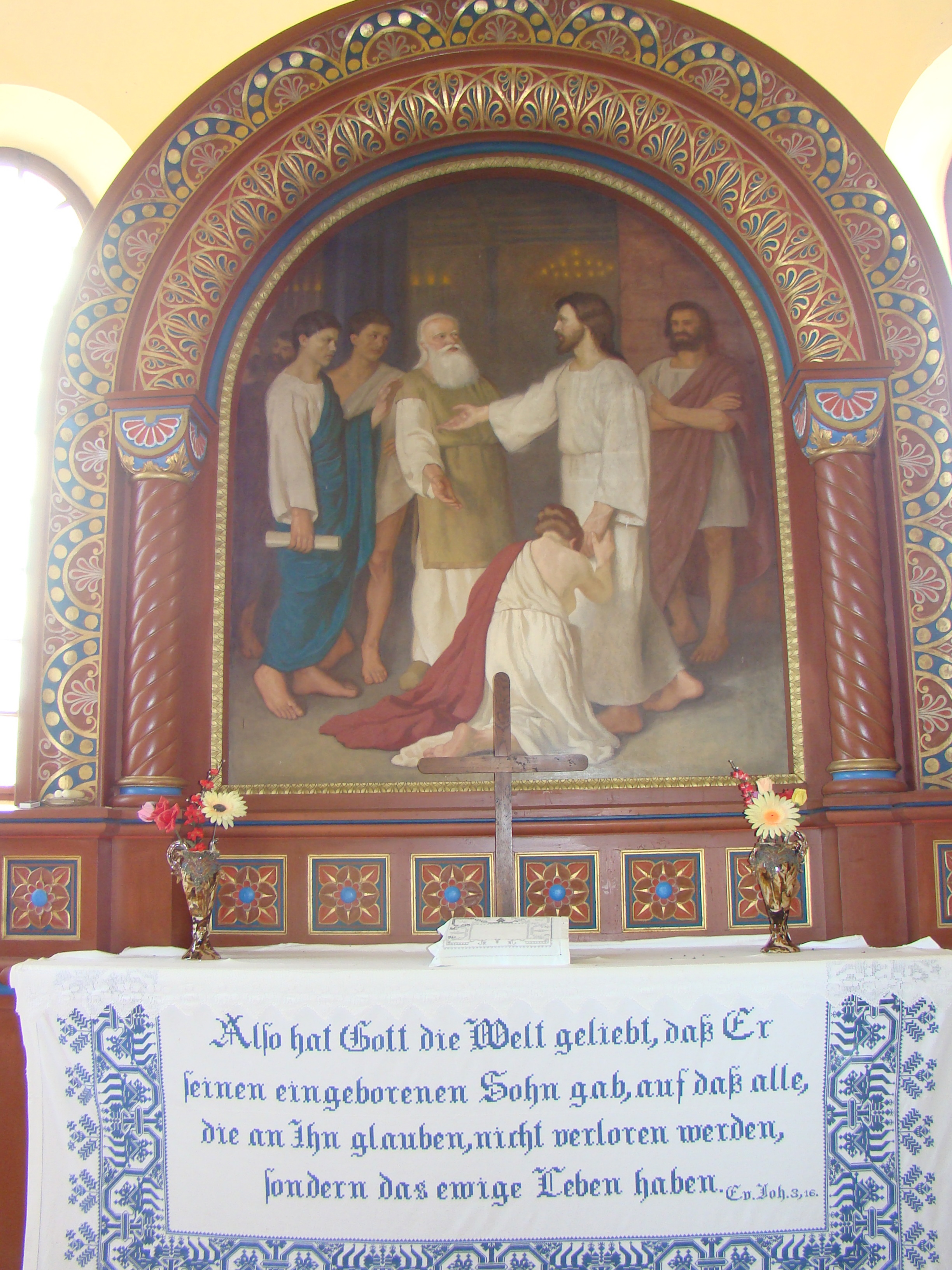
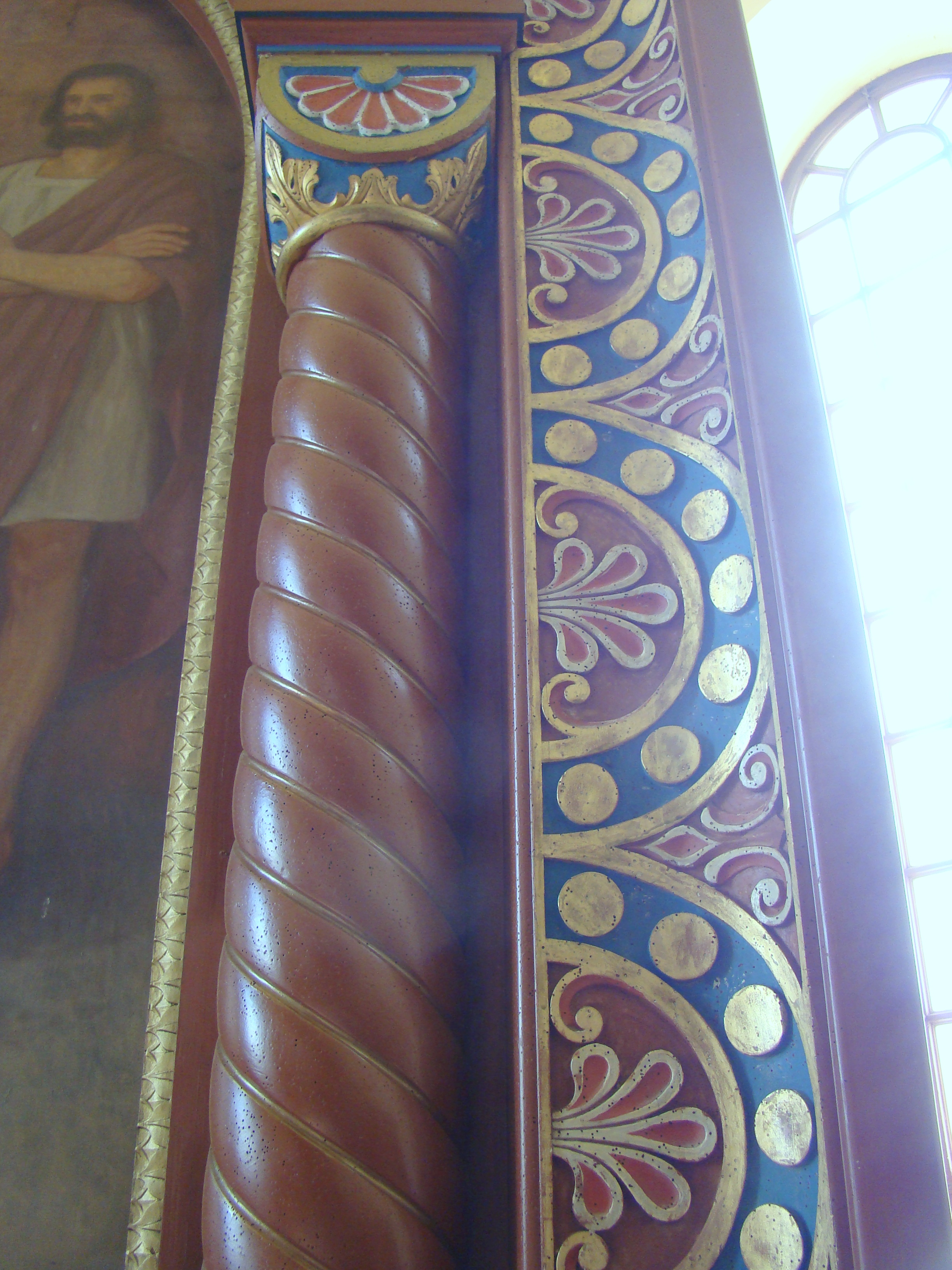
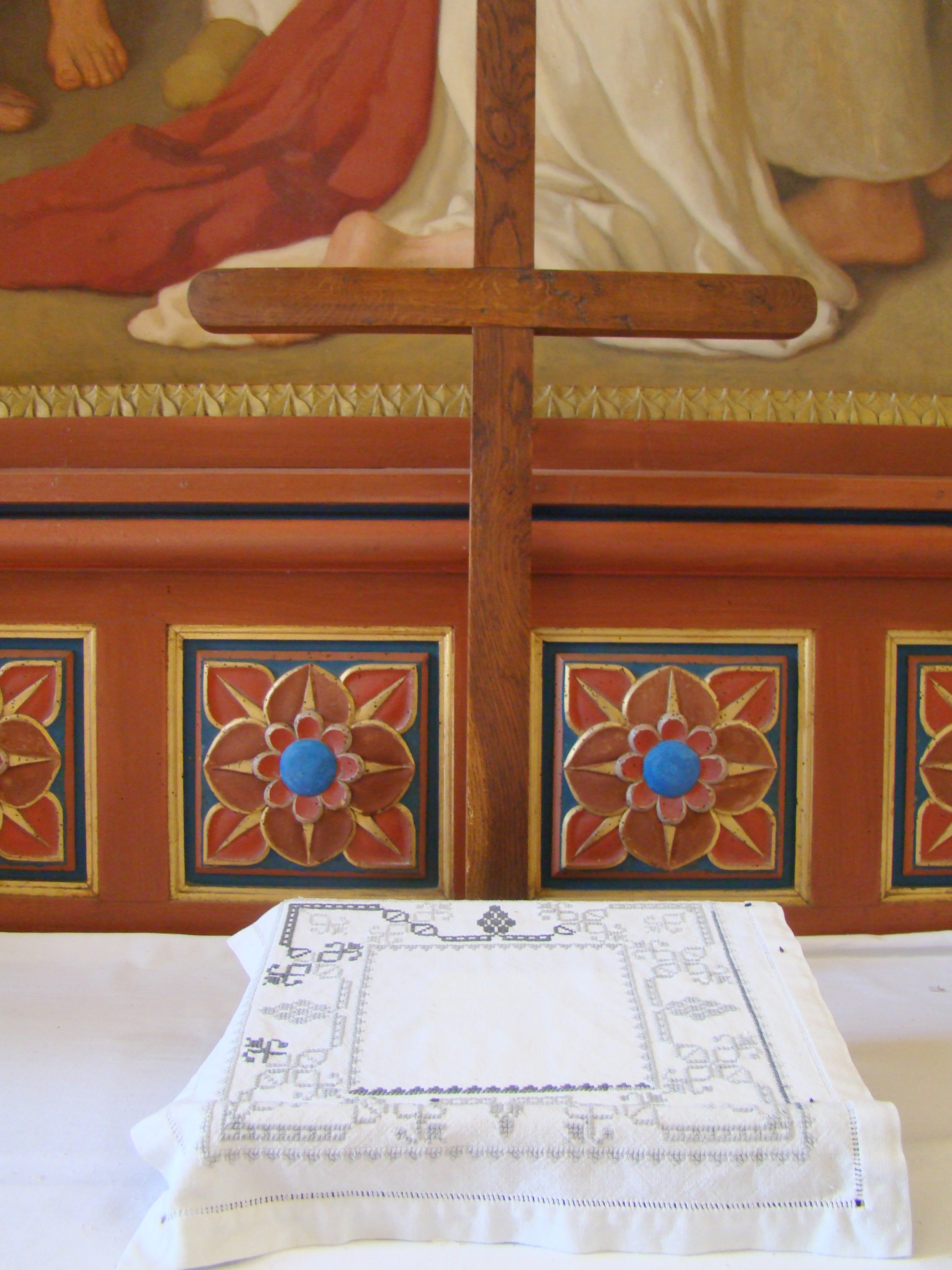
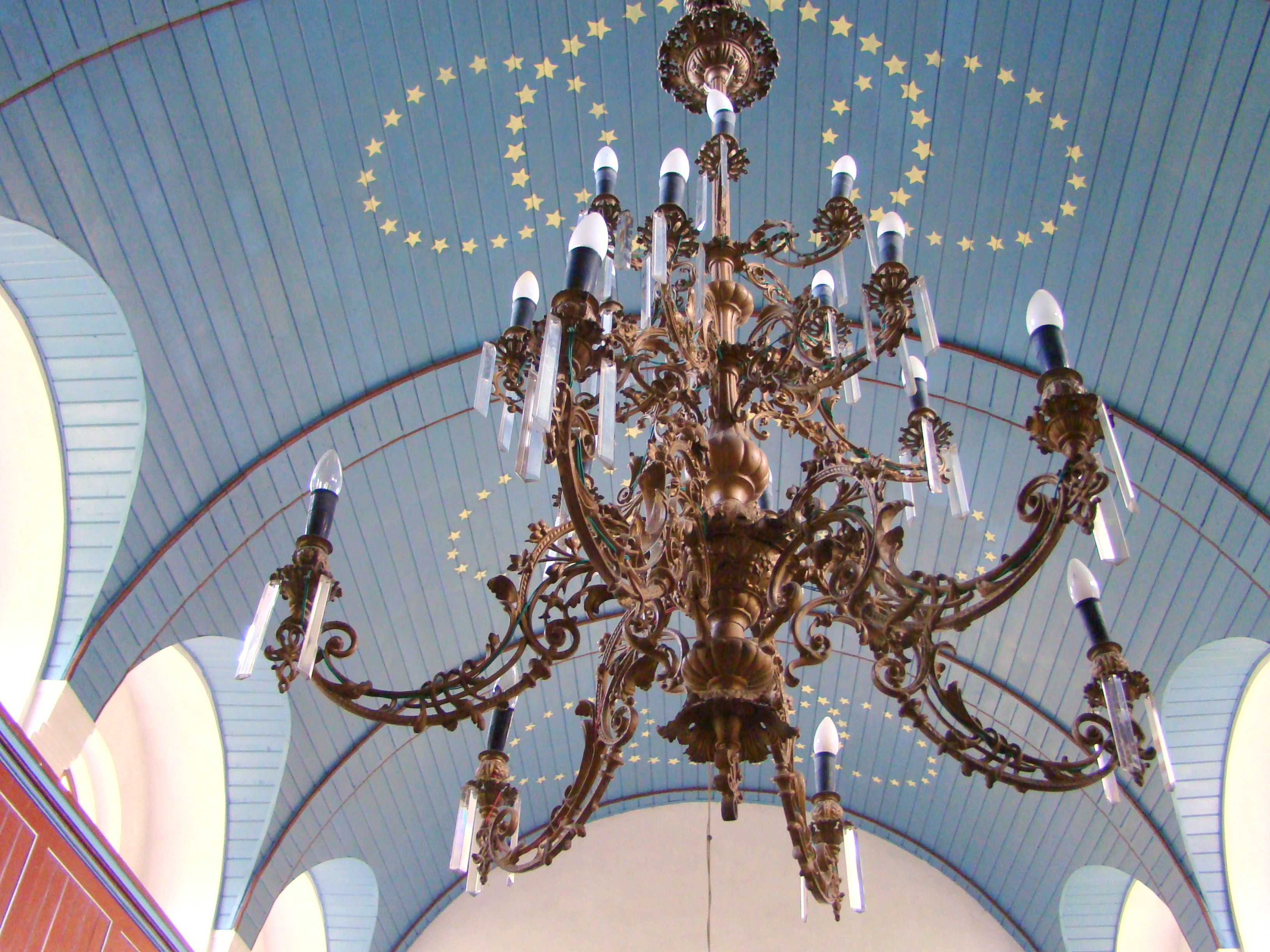
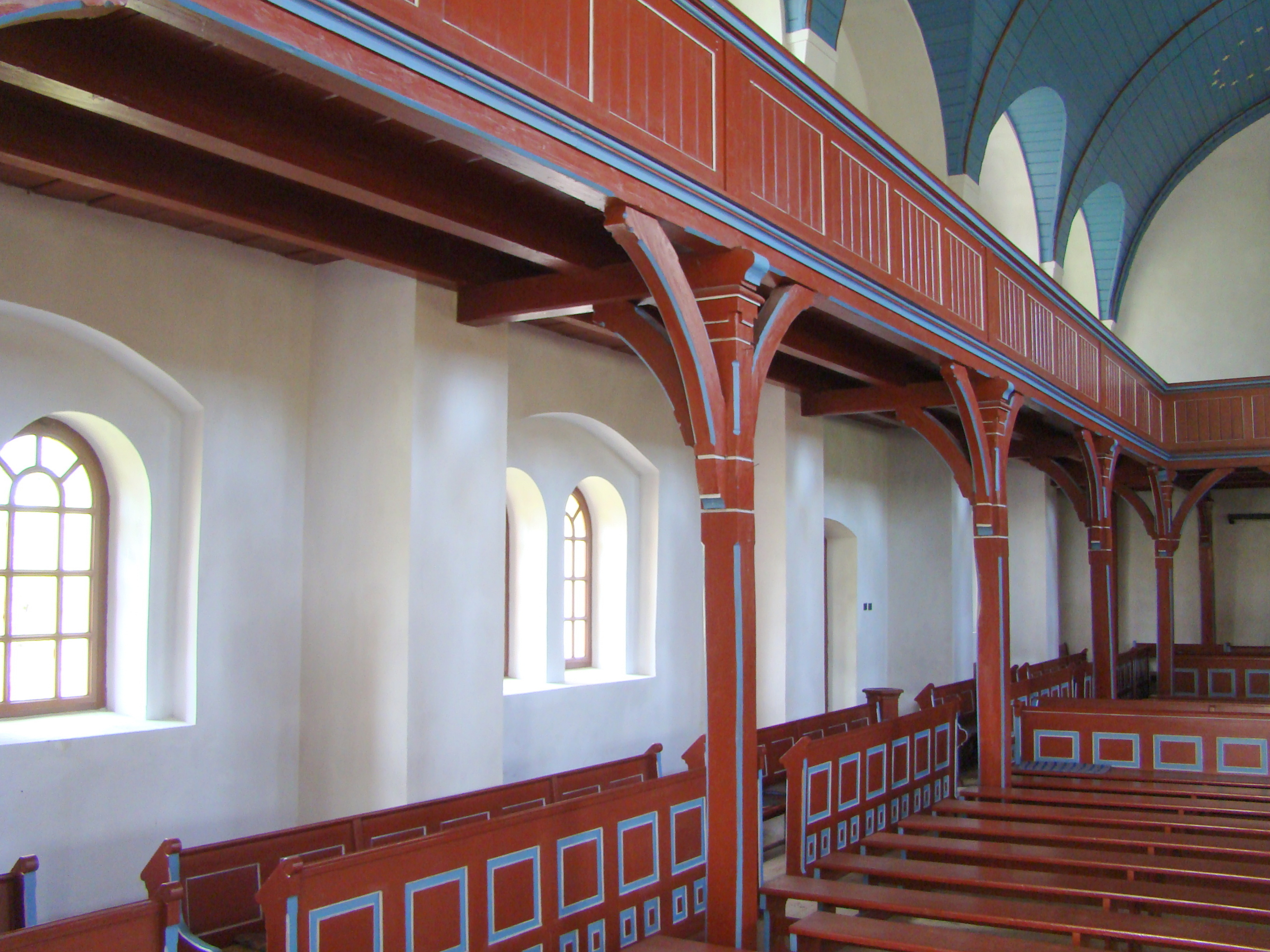
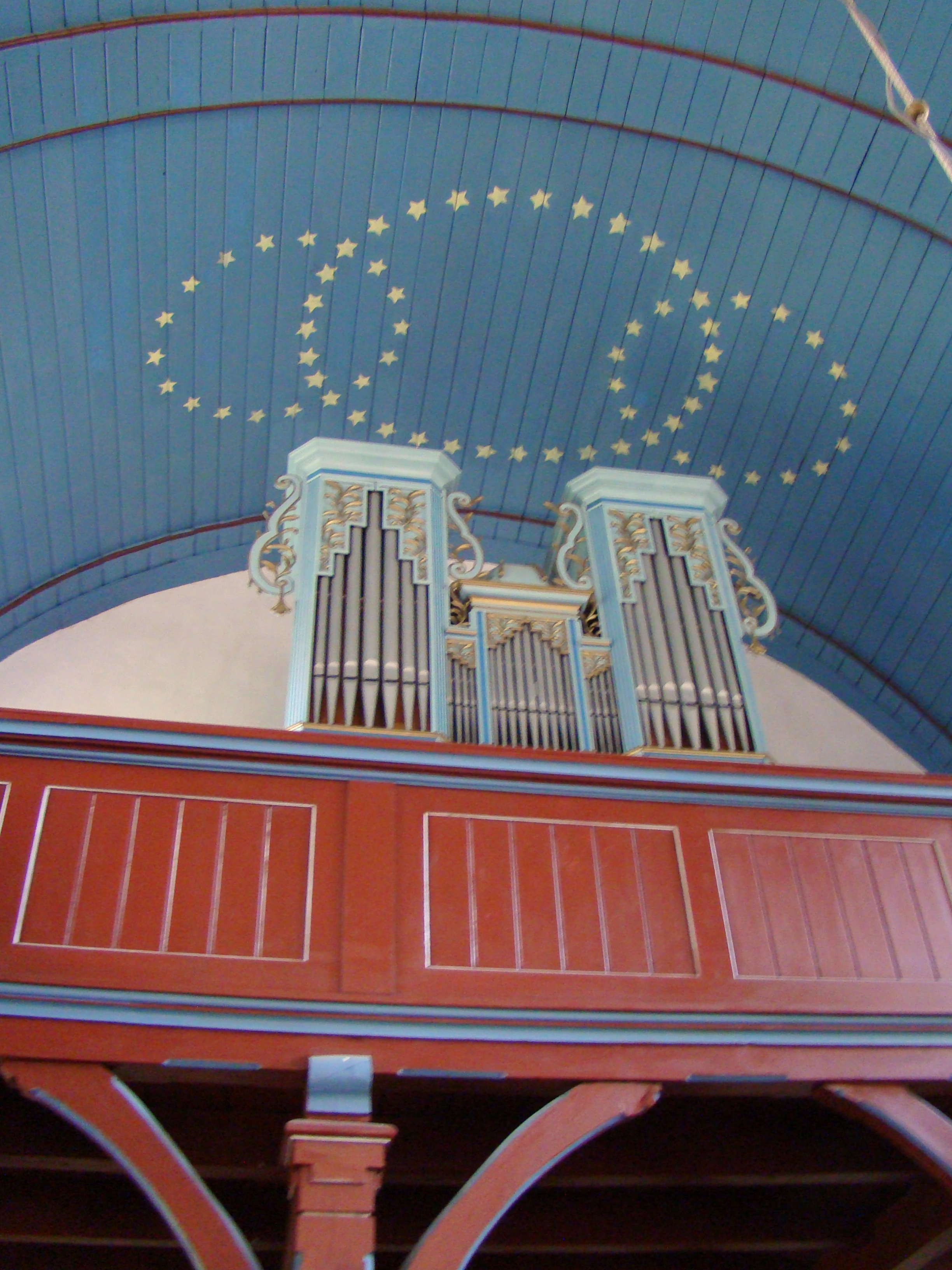
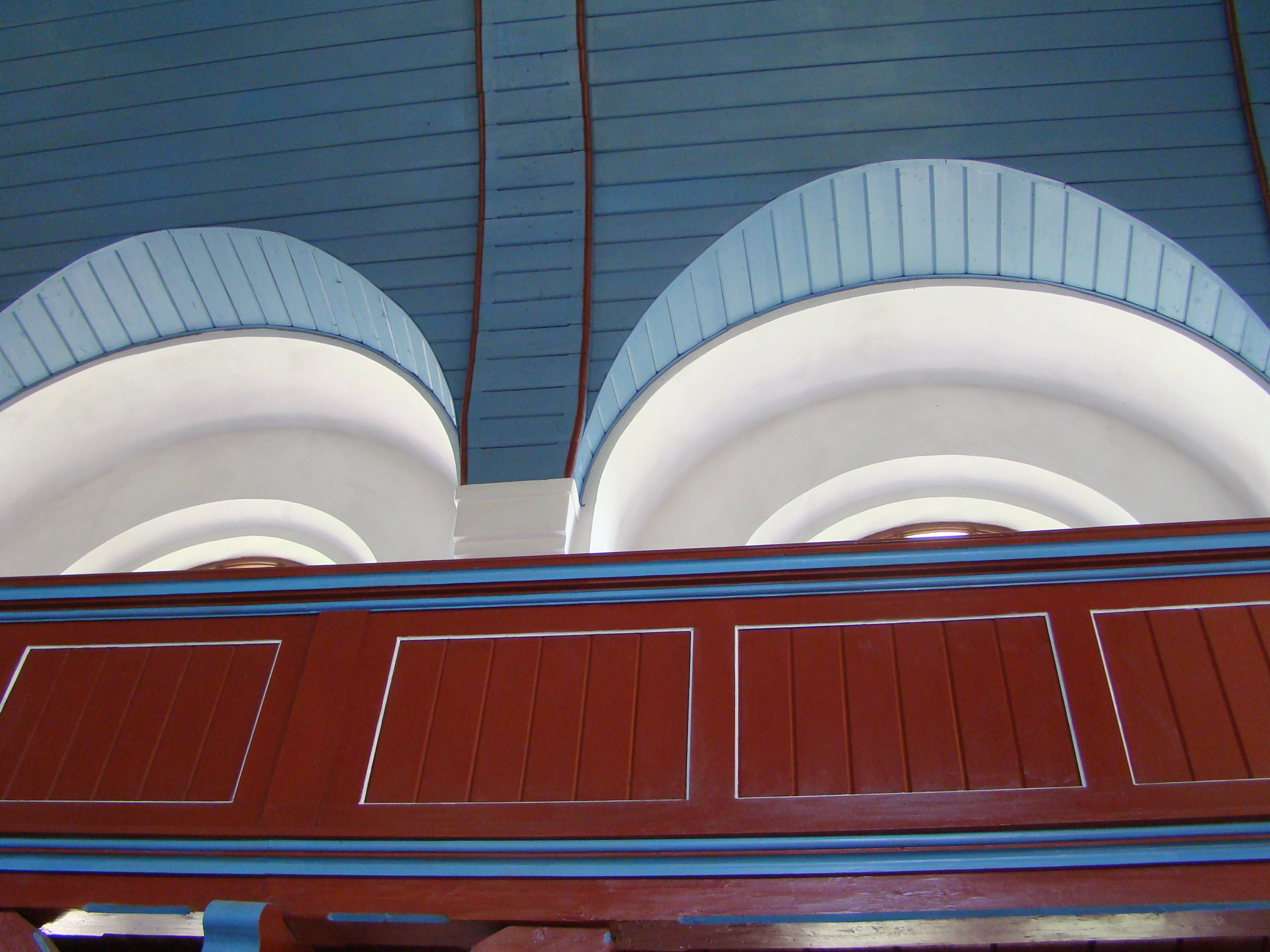
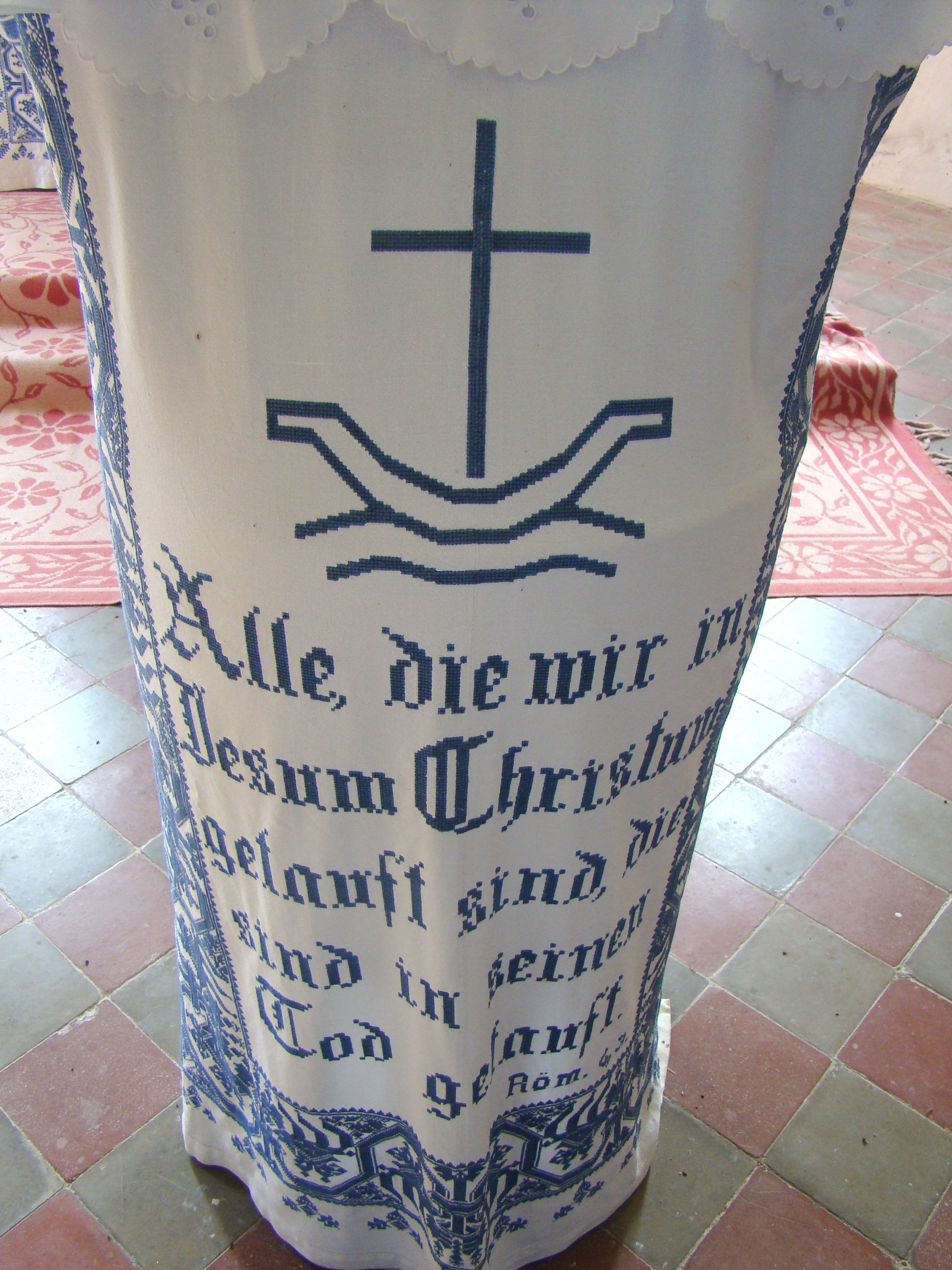
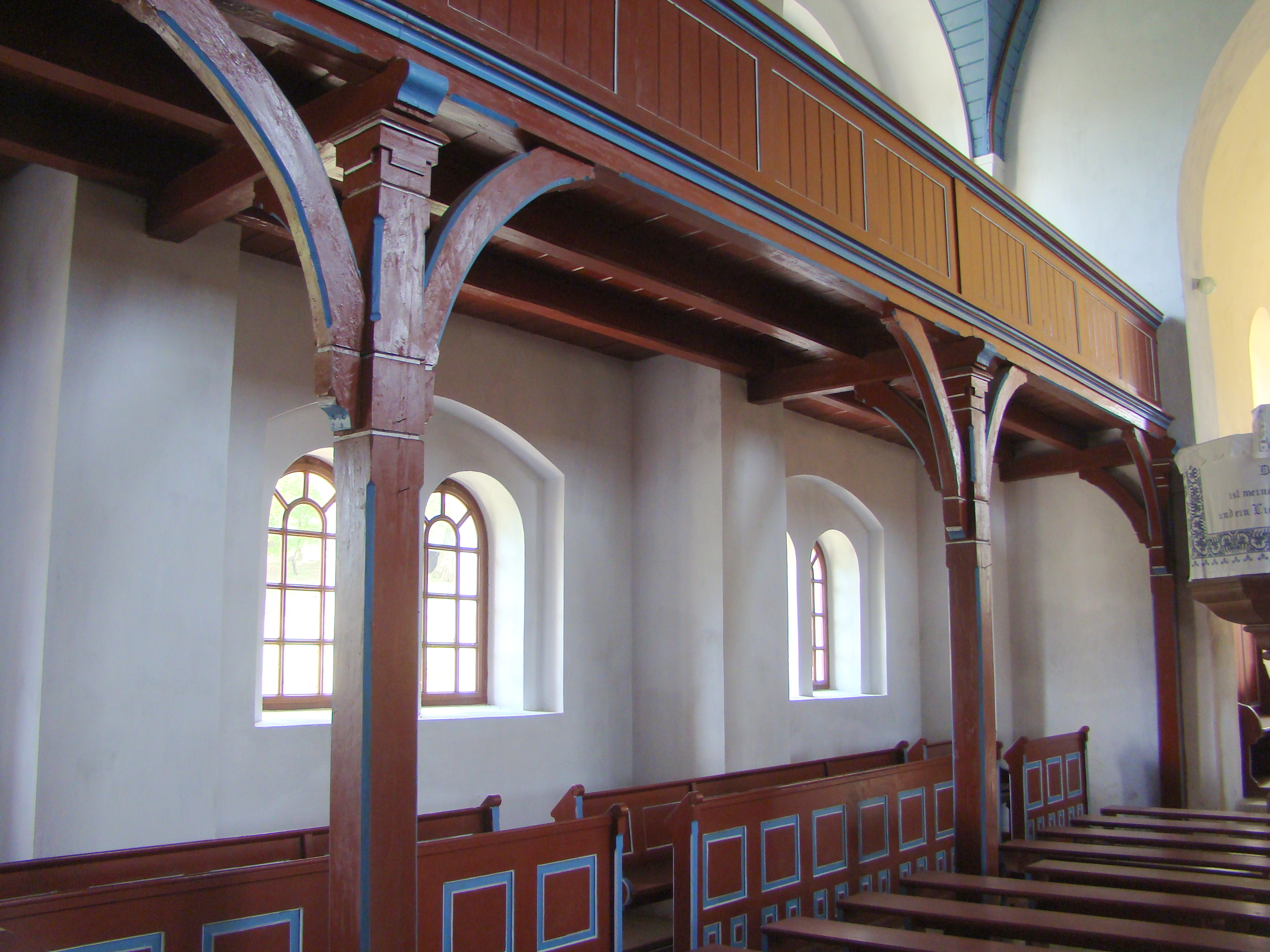
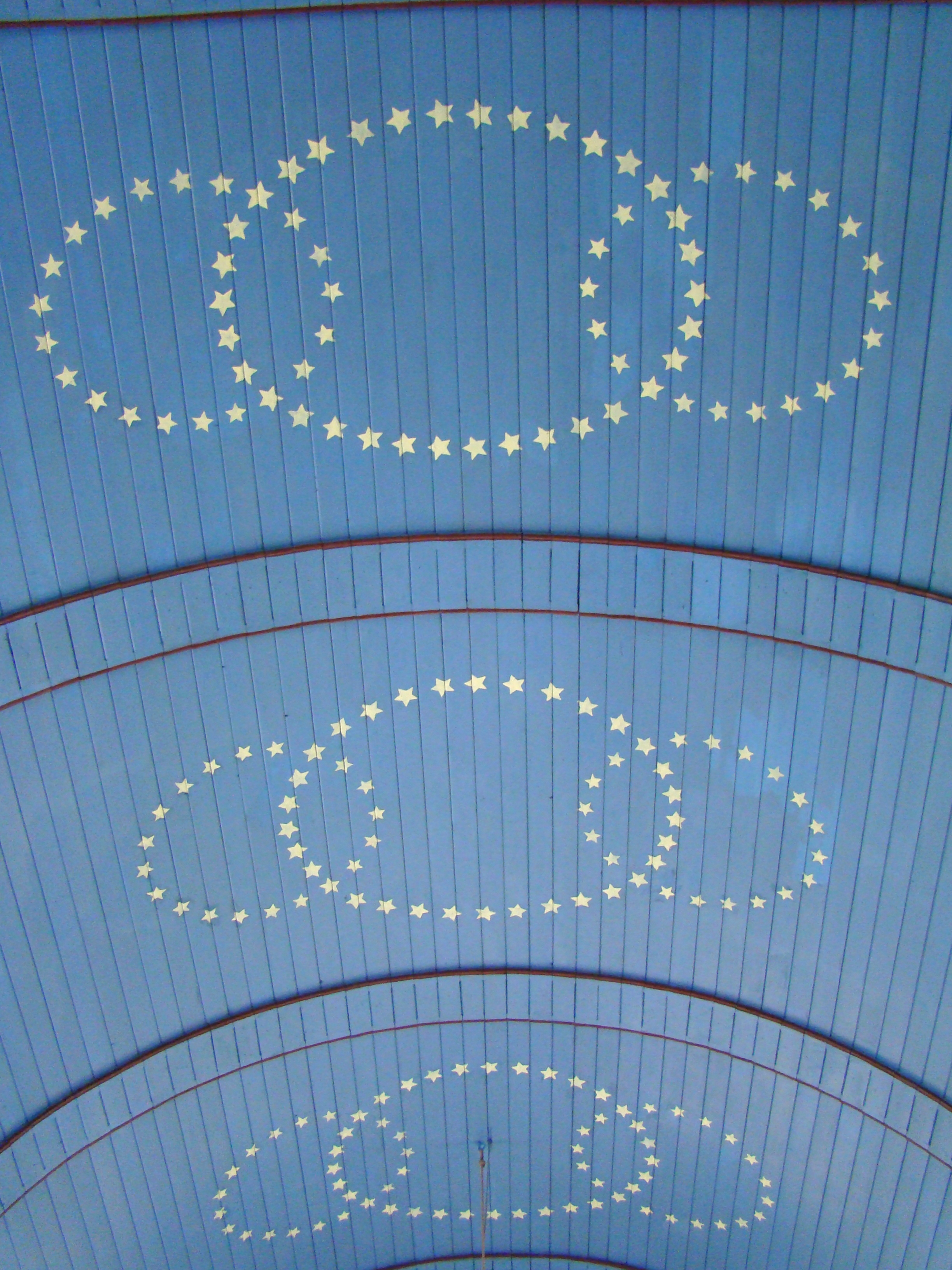
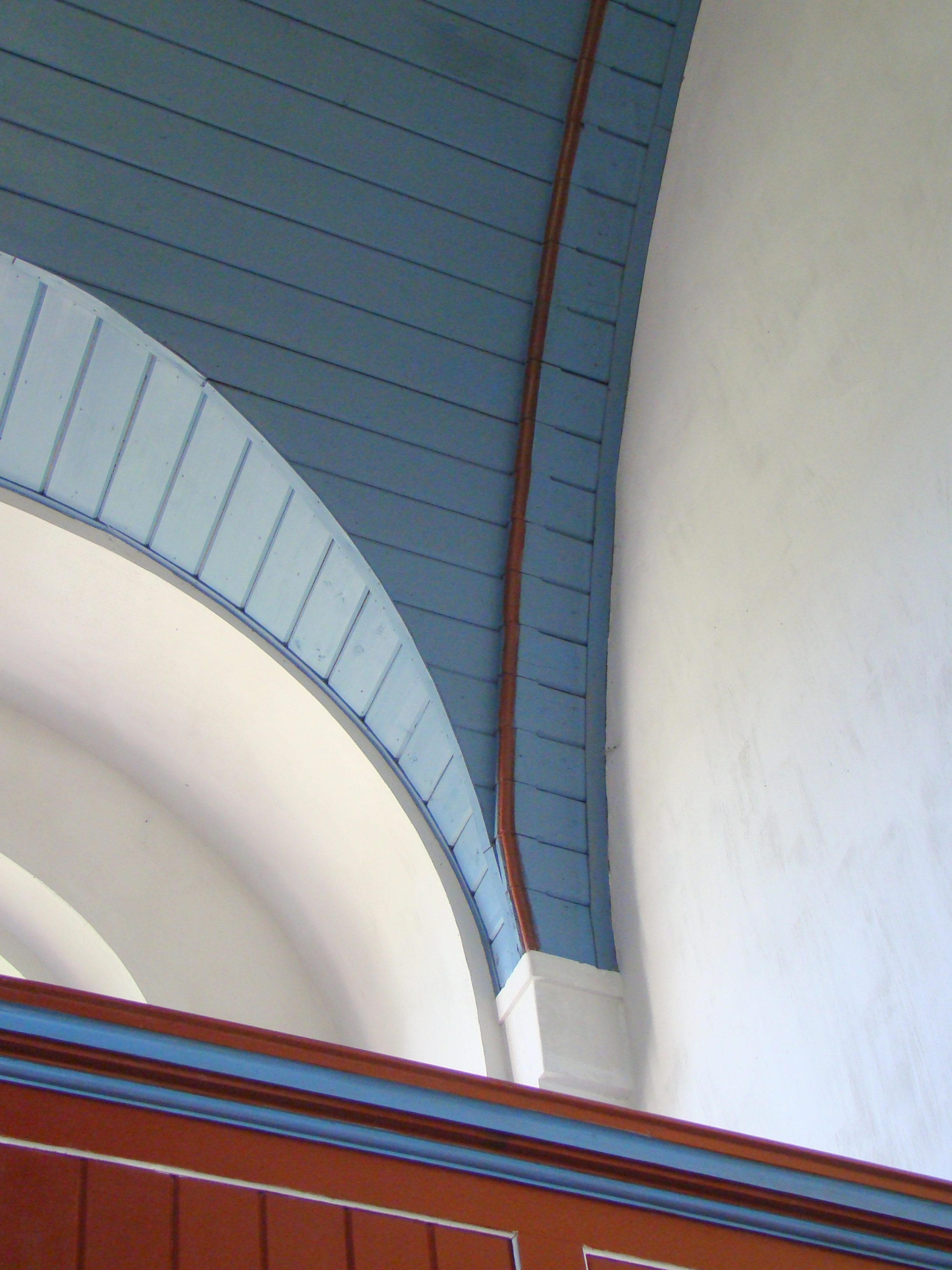
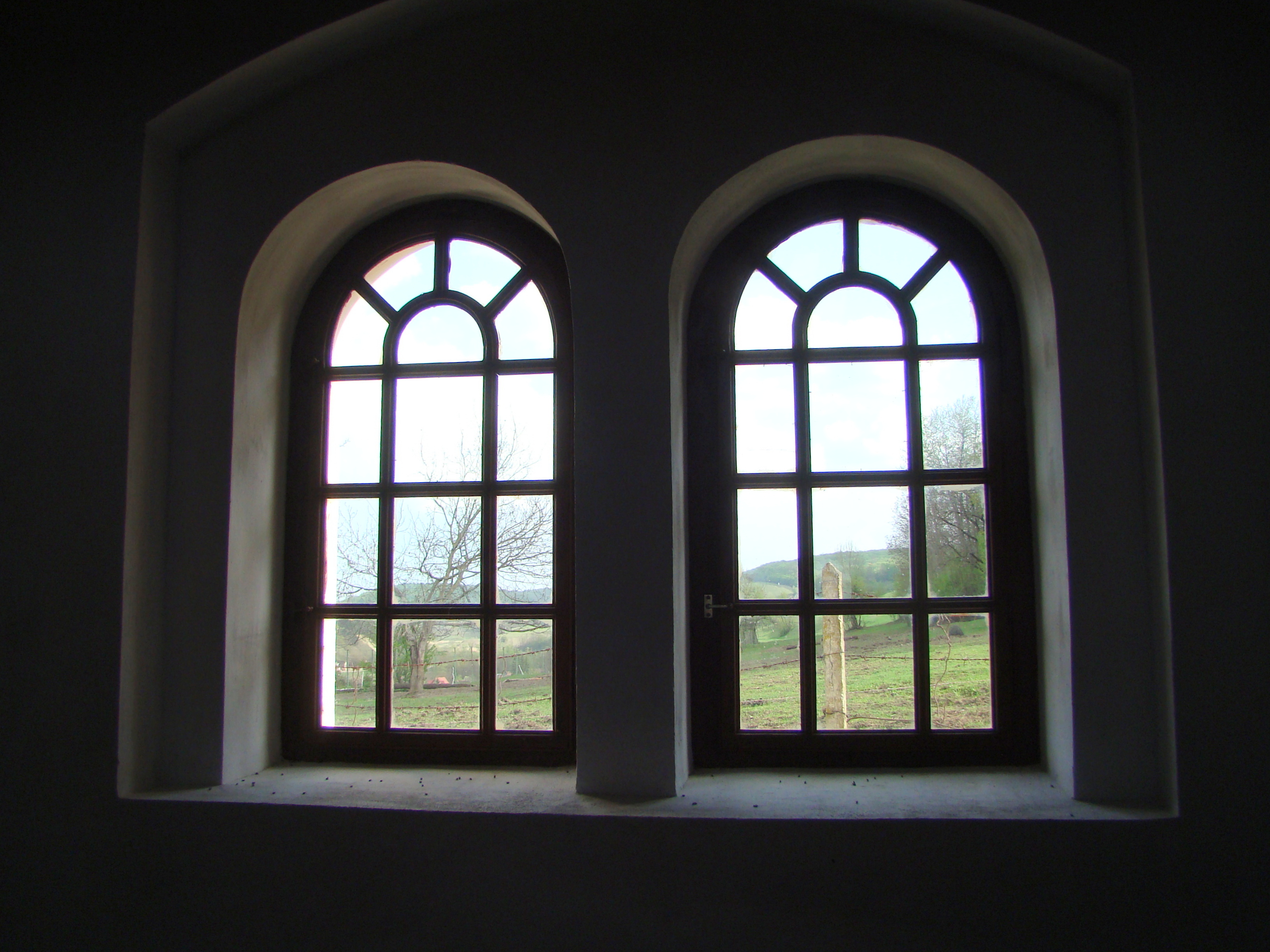
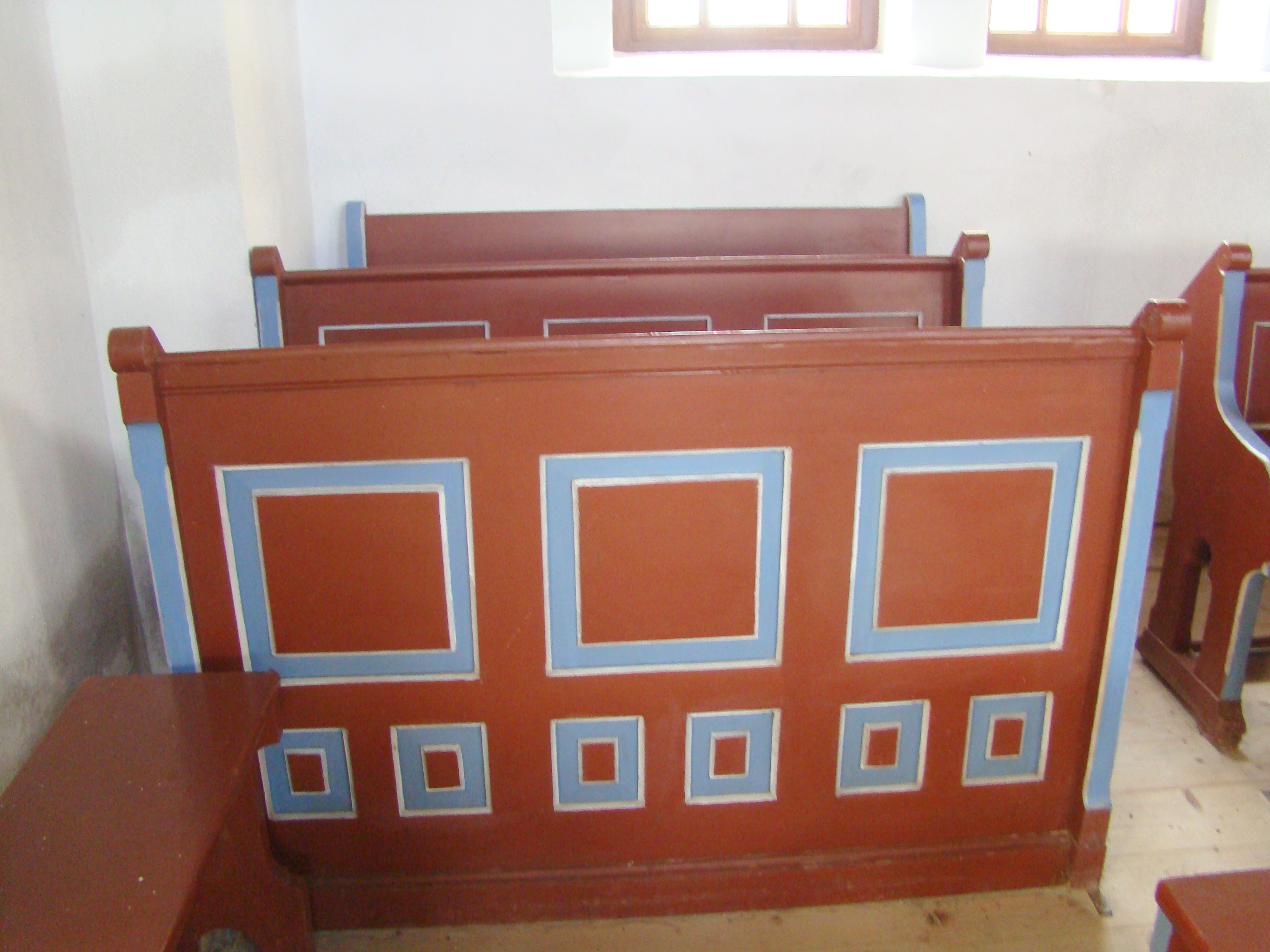
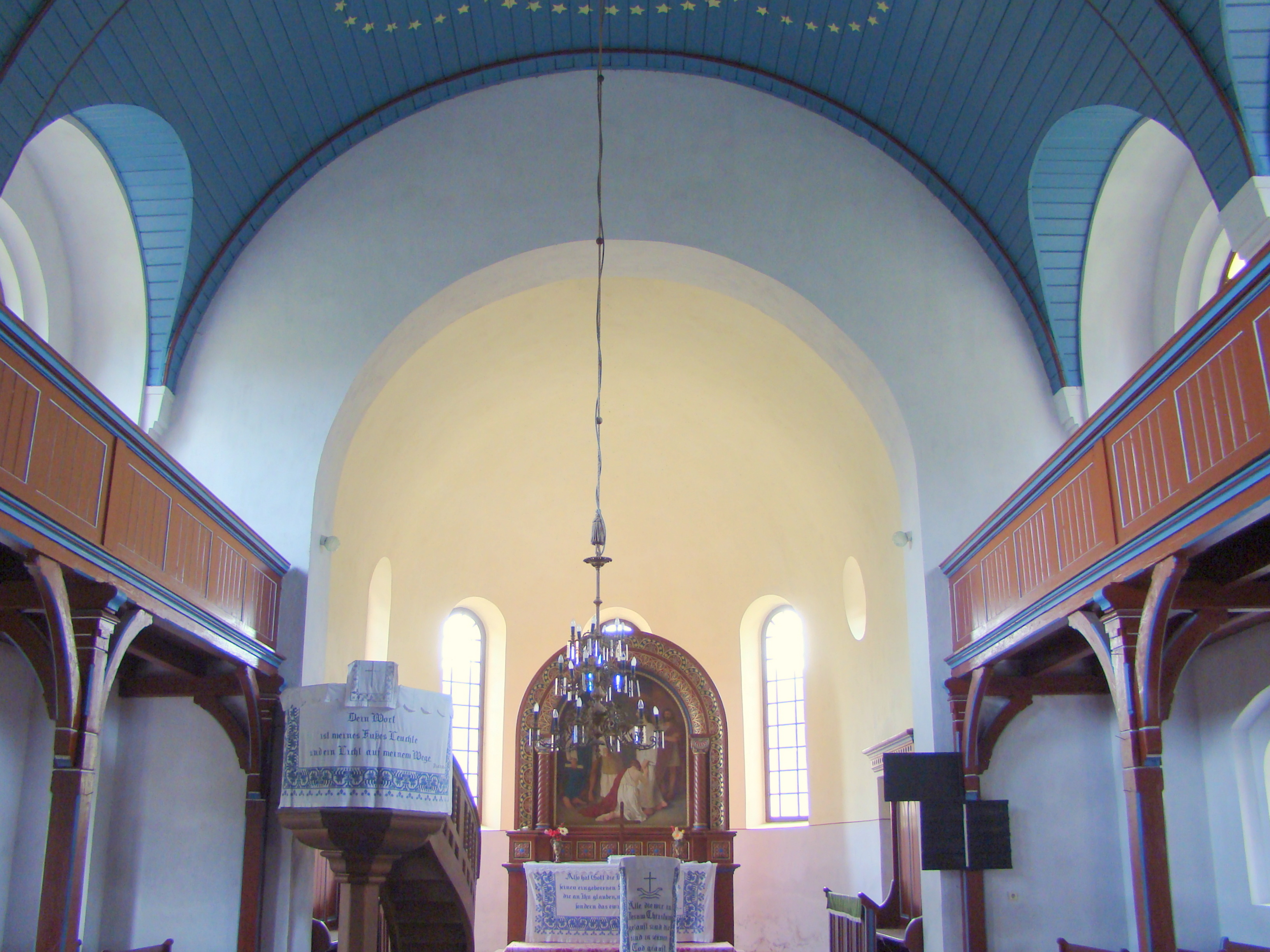
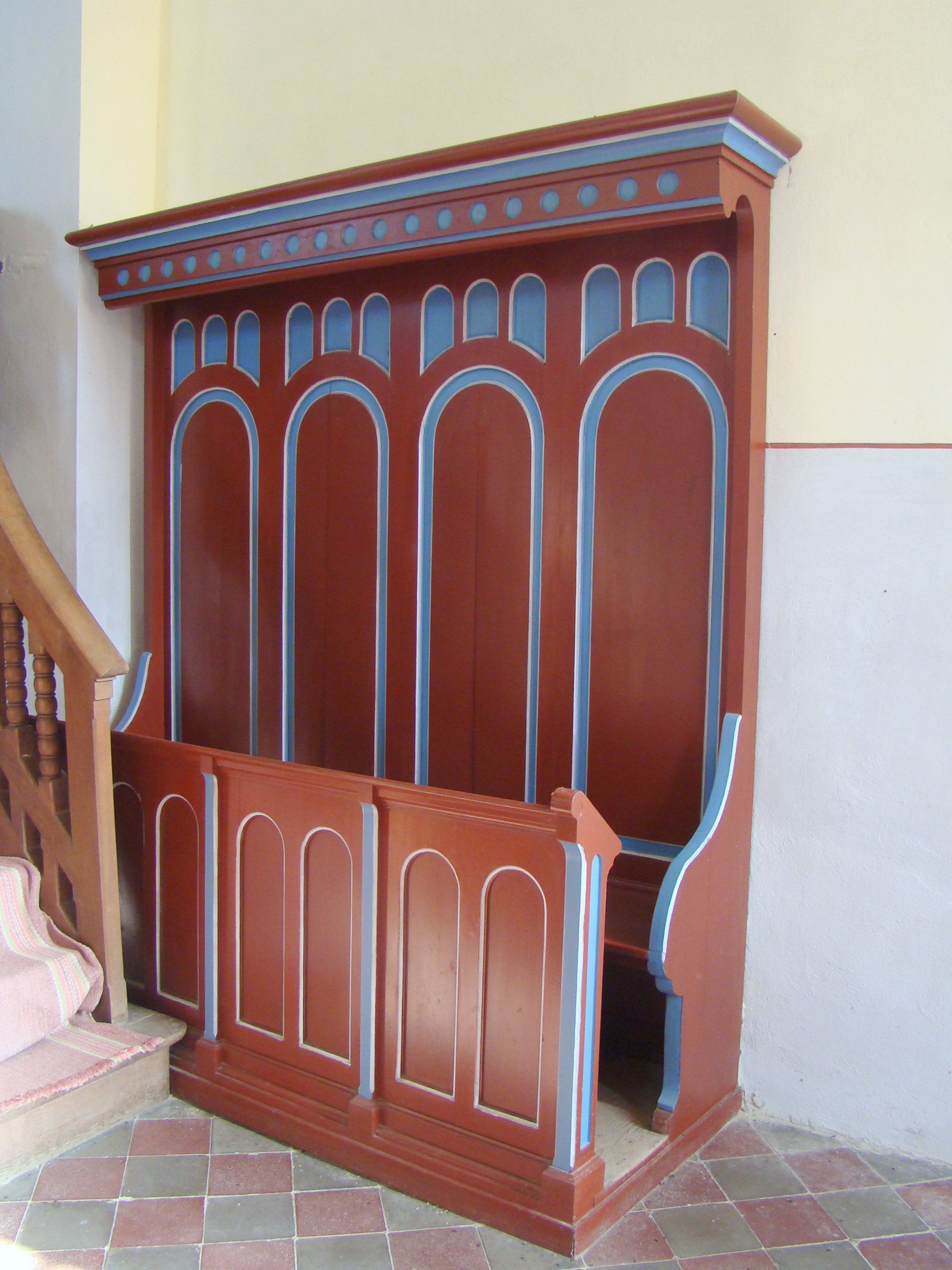
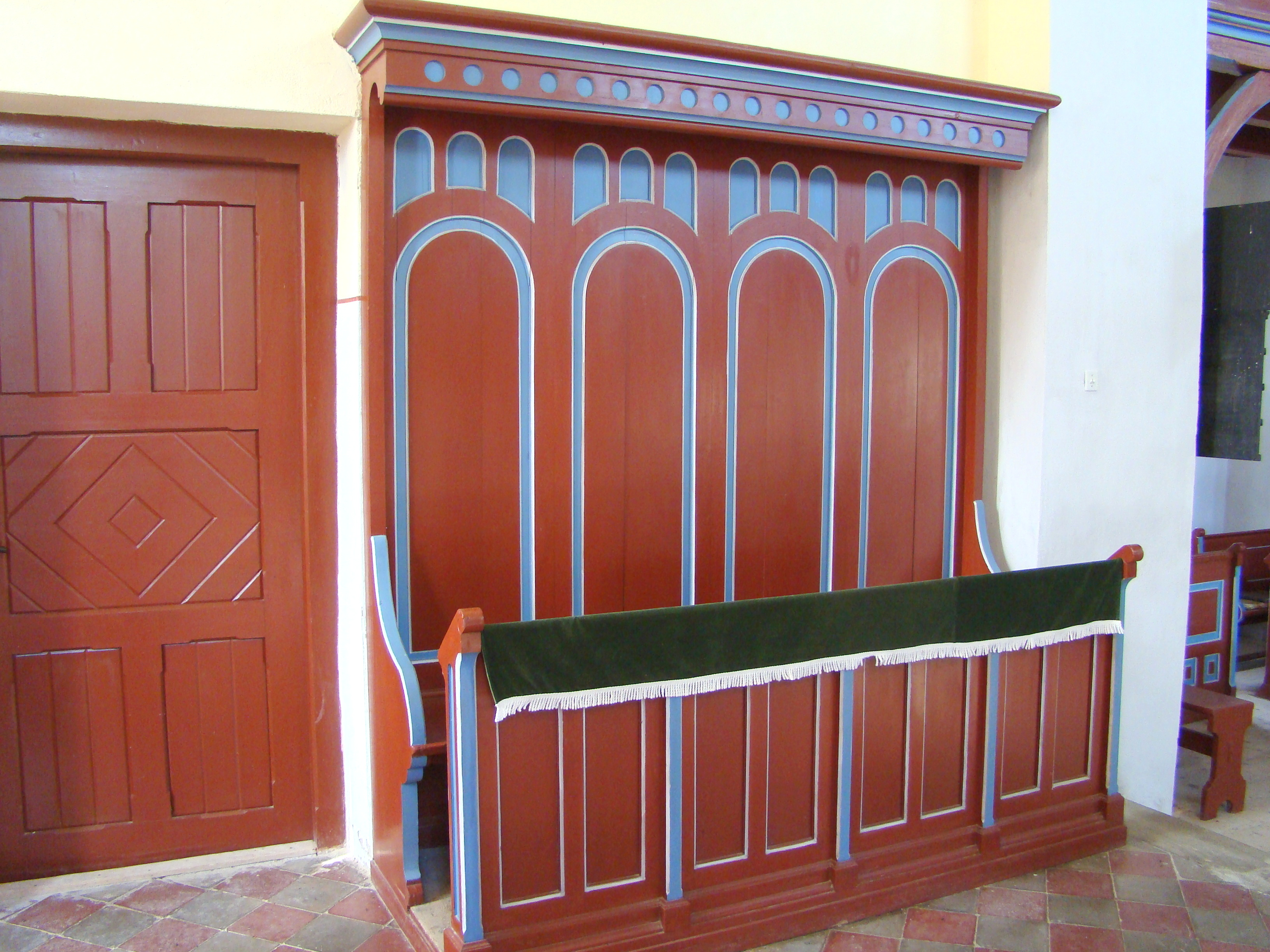
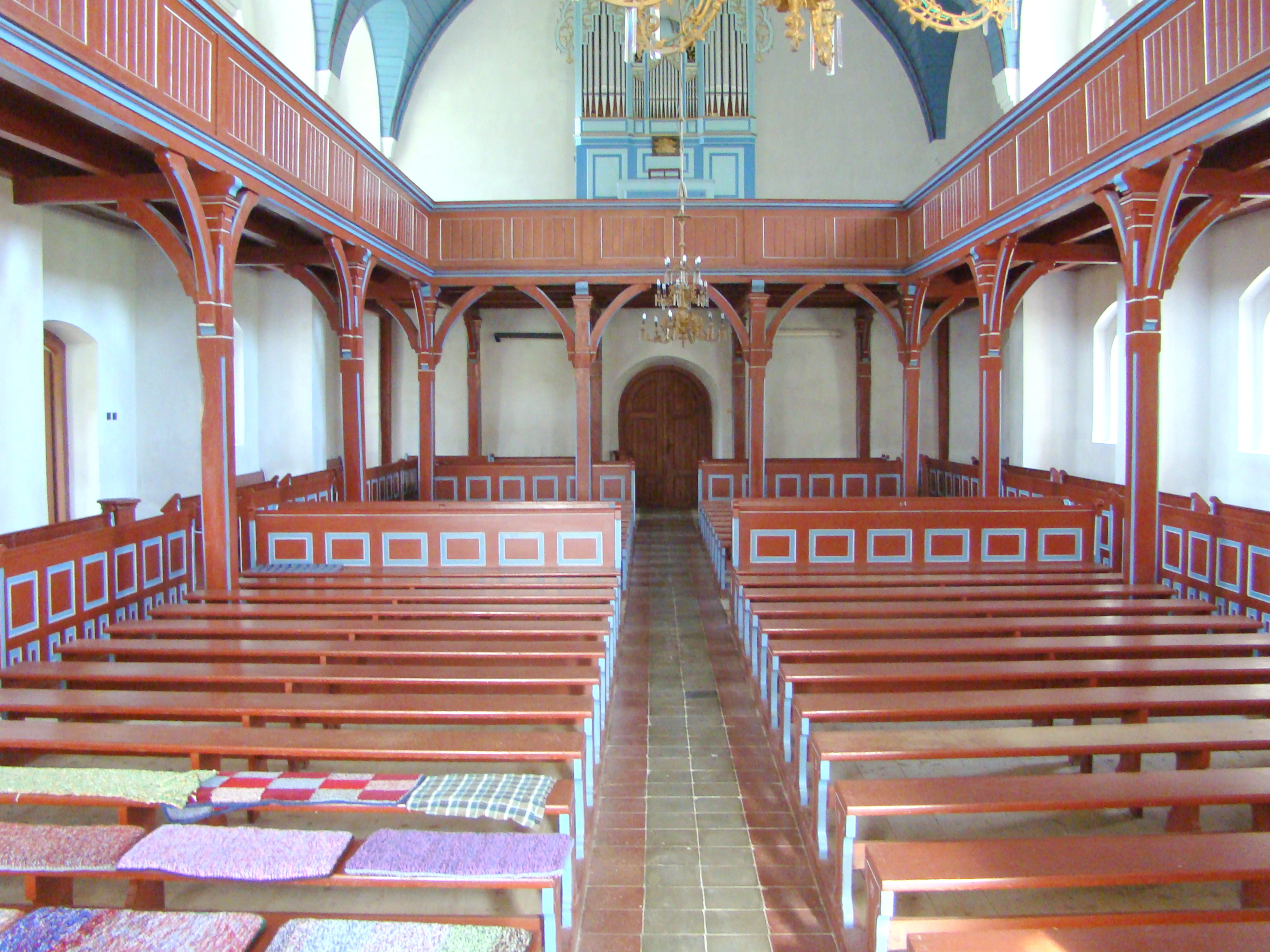